# Saint-Allouestre
Saint-Allouestre [sɛ̃talwɛstʁ] est une commune française, située dans le département du Morbihan en région Bretagne.

## Géographie

### Localisation
| Moréac | Radenac          |        |
|        | saint-Allouestre | Buléon |
| Bignan | Bignan           |        |

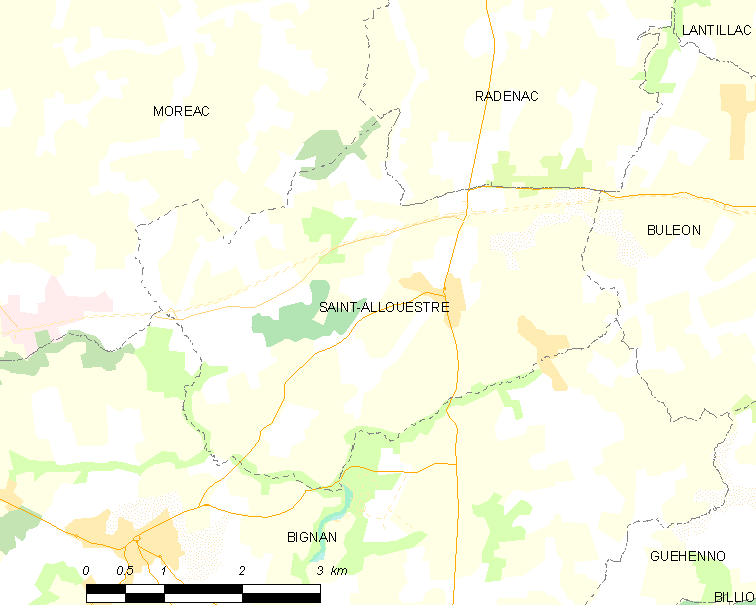
Carte de Saint-Allouestre et des communes avoisinantes.

Le chef-lieu de la commune de Saint-Allouestre se trouve à vol d'oiseau à 14 km au sud-ouest de la ville de Josselin, à 25 km au sud-est de Pontivy et à 27 km au nord de Vannes. La commune est située en Basse-Bretagne, mais à la limite avec le pays Gallo.

### Relief et hydrographie

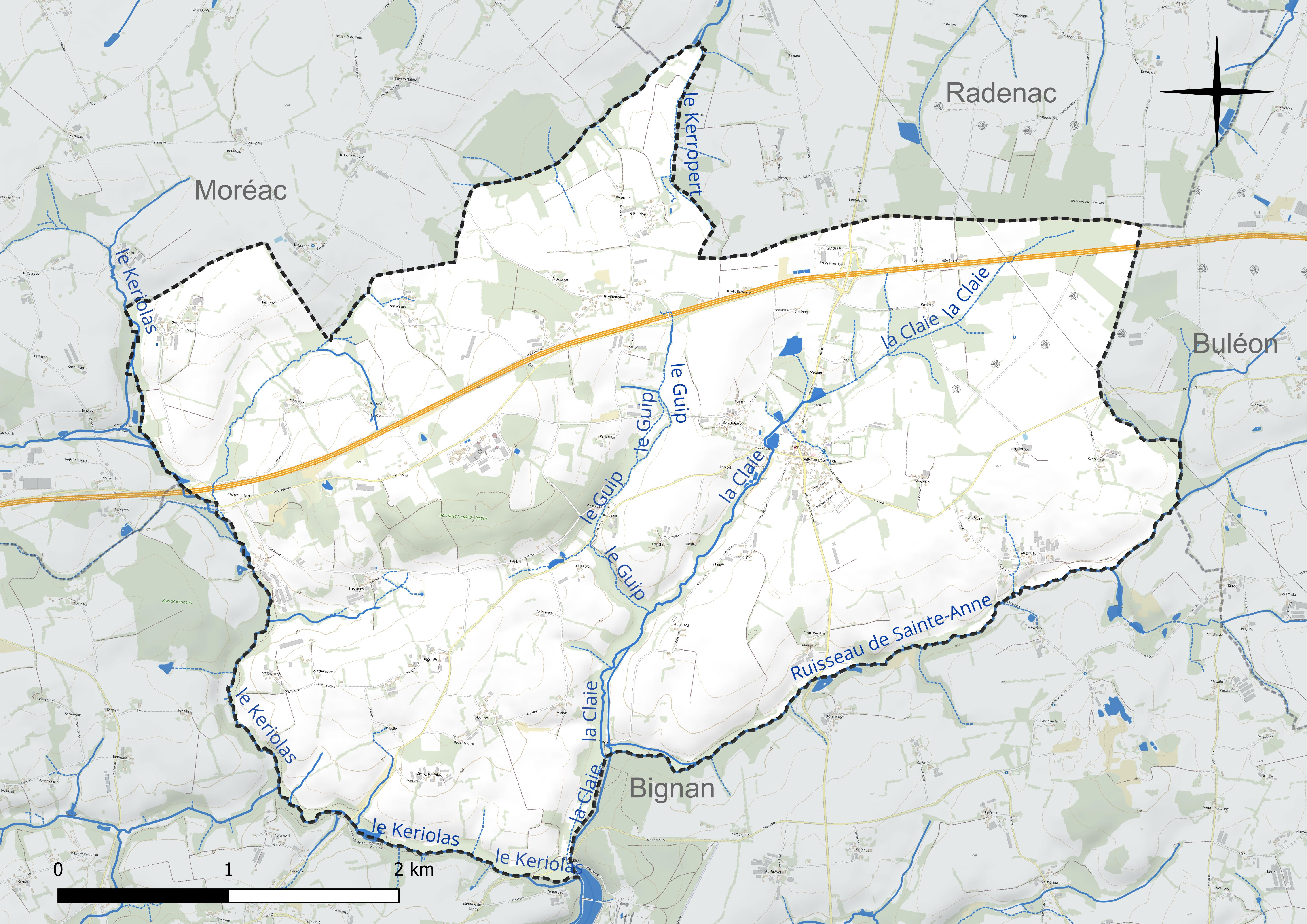
Carte du réseau hydrographique de Saint-Allouestre.

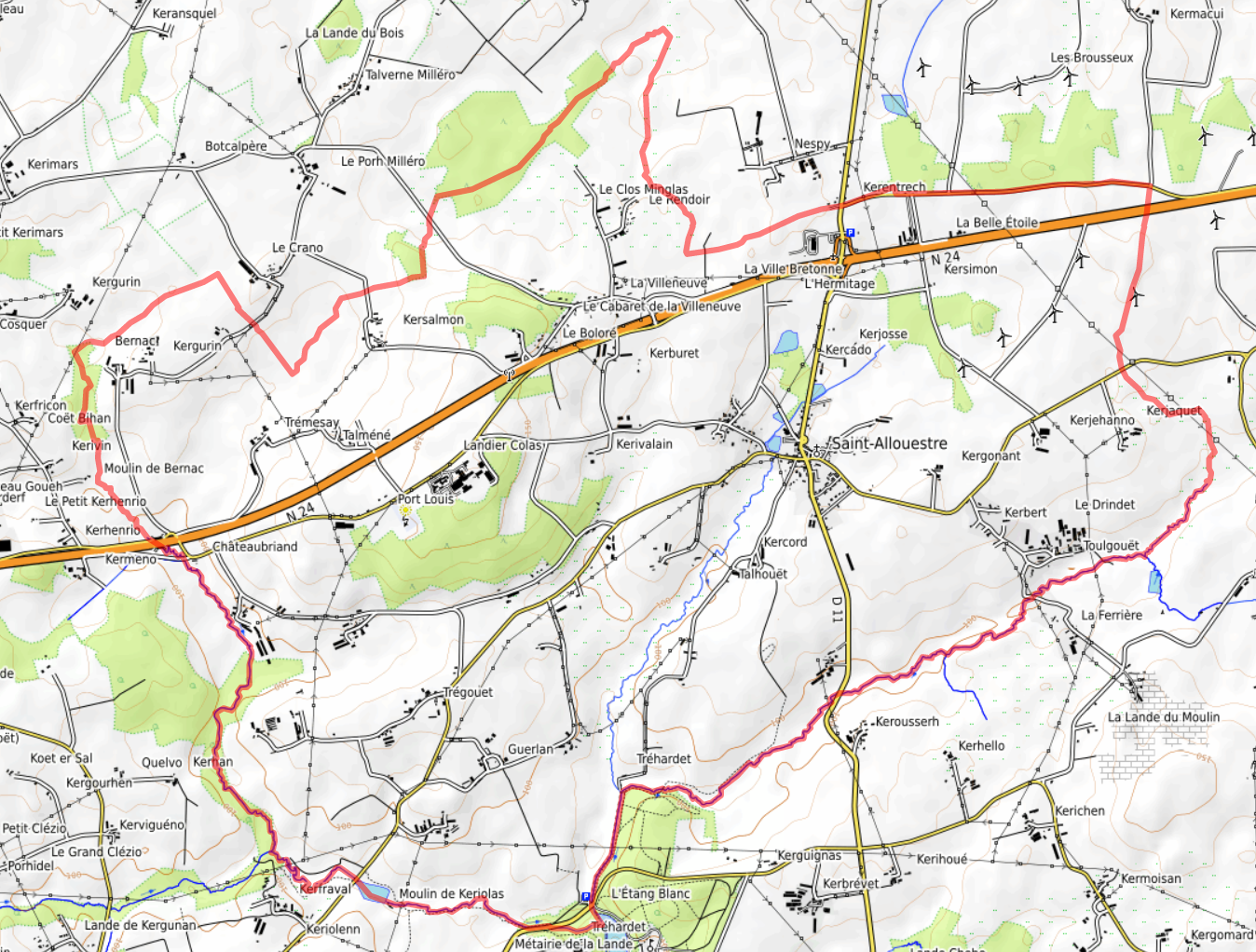
Carte topographique de la commune de Saint-Allouestre.

La commune a une superficie de 1 648 hectares. Son finage est en pente vers le sud, les altitudes les plus élevées se trouvent dans la partie nord-ouest de la commune (162 mètres le long de la D 624 à proximité du Bois de la Lande de Justice ) et la plus basse ( 72 mètres) à la limite sud de la commune au niveau de l'étang de Kerguéhenbec dont Saint-Allouestre est un petit peu riveraine. Dans l'ensemble le relief est légèrement vallonné ; le bourg est vers 105 mètres, ce qui est aussi l'altitude moyenne de la commune.
Le principal cours d'eau de la commune est la Claie, affluent de rive droite de l'Oust, laquelle prend sa source sur la commune, à proximité du village de Kersimon. La commune est assez vallonnée. Le Ruisseau de Kermeno (qui prend en aval le nom de Ruisseau de Keriolas) est un affluent de rive droite de la Claie et sert de limite communale avec Moréac et Bignan ; le Ruisseau de Sainte-Anne ( dont la source est en Buléon), affluent de rive gauche de la Claie, sert aussi de limite communale avec Bignan.

### Géologie
Granite, schiste micacé au nord-est.
Dans les pegmatites de Saint-Allouestre, on trouve des cristaux d'andalousite rose atteignant 5 cm

### Hydrographie
Pour un article plus général, voir Réseau hydrographique du Morbihan.
La commune est située dans le bassin Loire-Bretagne. Elle est drainée par la Claie, le Kerropert, le ruisseau de Sainte-anne, le Keriolas, le ruisseau le Guip et divers autres petits cours d'eau,.
La Claie, d'une longueur de 62 km, prend sa source dans la commune  et se jette  dans le canal de Nantes à Brest à Saint-Congard, après avoir traversé 13 communes. 

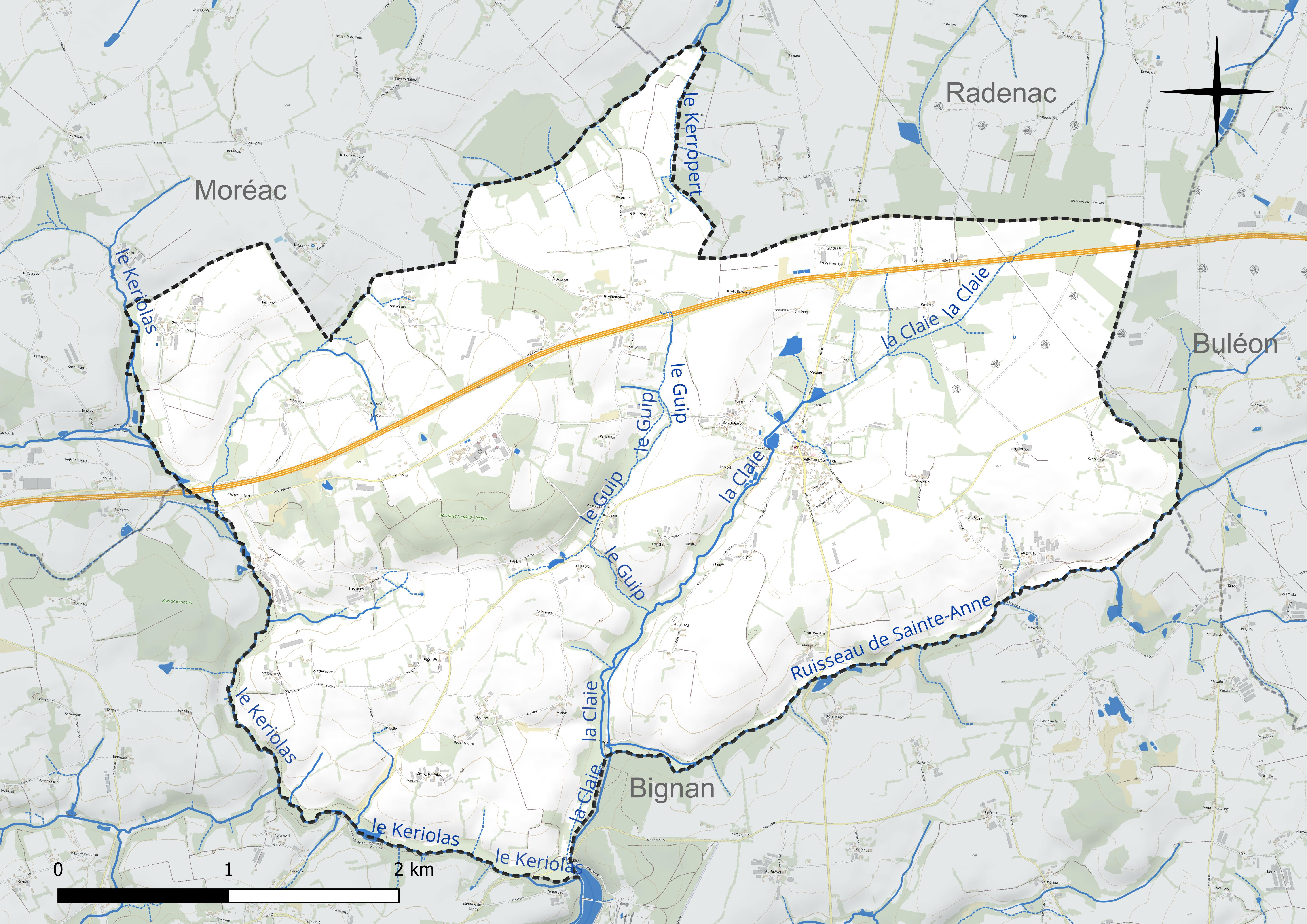
Réseau hydrographique de Saint-Allouestre.

### Climat
Pour des articles plus généraux, voir Climat de la Bretagne et Climat du Morbihan.
En 2010, le climat de la commune est de type climat océanique franc, selon une étude du CNRS s'appuyant sur une série de données couvrant la période 1971-2000. En 2020, Météo-France publie une typologie des climats de la France métropolitaine dans laquelle la commune est exposée à un climat océanique et est dans la région climatique  Bretagne orientale et méridionale, Pays nantais, Vendée, caractérisée par une faible pluviométrie en été et une bonne insolation. Parallèlement l'observatoire de l'environnement en Bretagne publie en 2020 un zonage climatique de la région Bretagne, s'appuyant sur des données de Météo-France de 2009. La commune est, selon ce zonage, dans la zone « Intérieur Est », avec des hivers frais, des étés chauds et des pluies modérées.
Pour la période 1971-2000, la température annuelle moyenne est de 11,3 °C, avec une amplitude thermique annuelle de 12,2 °C. Le cumul annuel moyen de précipitations est de 865 mm, avec 13,8 jours de précipitations en janvier et 6,6 jours en juillet. Pour la période 1991-2020, la température moyenne annuelle observée sur la station météorologique la plus proche, située sur la commune de Bignan à 5 km à vol d'oiseau, est de 11,8 °C et le cumul annuel moyen de précipitations est de 995,0 mm,. Pour l'avenir, les paramètres climatiques de la commune estimés pour 2050 selon différents scénarios d'émission de gaz à effet de serre sont consultables sur un site dédié publié par Météo-France en novembre 2022.

### Transports
La commune est traversée selon une orientation ouest-est par la Route nationale 24 (axe Rennes-Lorient), qui contourne le bourg par le nord.
Le bourg est desservi par la D 11, axe routier sud-nord venant de Vannes via Saint-Jean-Brévelay et se dirigeajt vers Réguiny ; la D 150 se dirige vers Bignan.

### Paysages et habitat

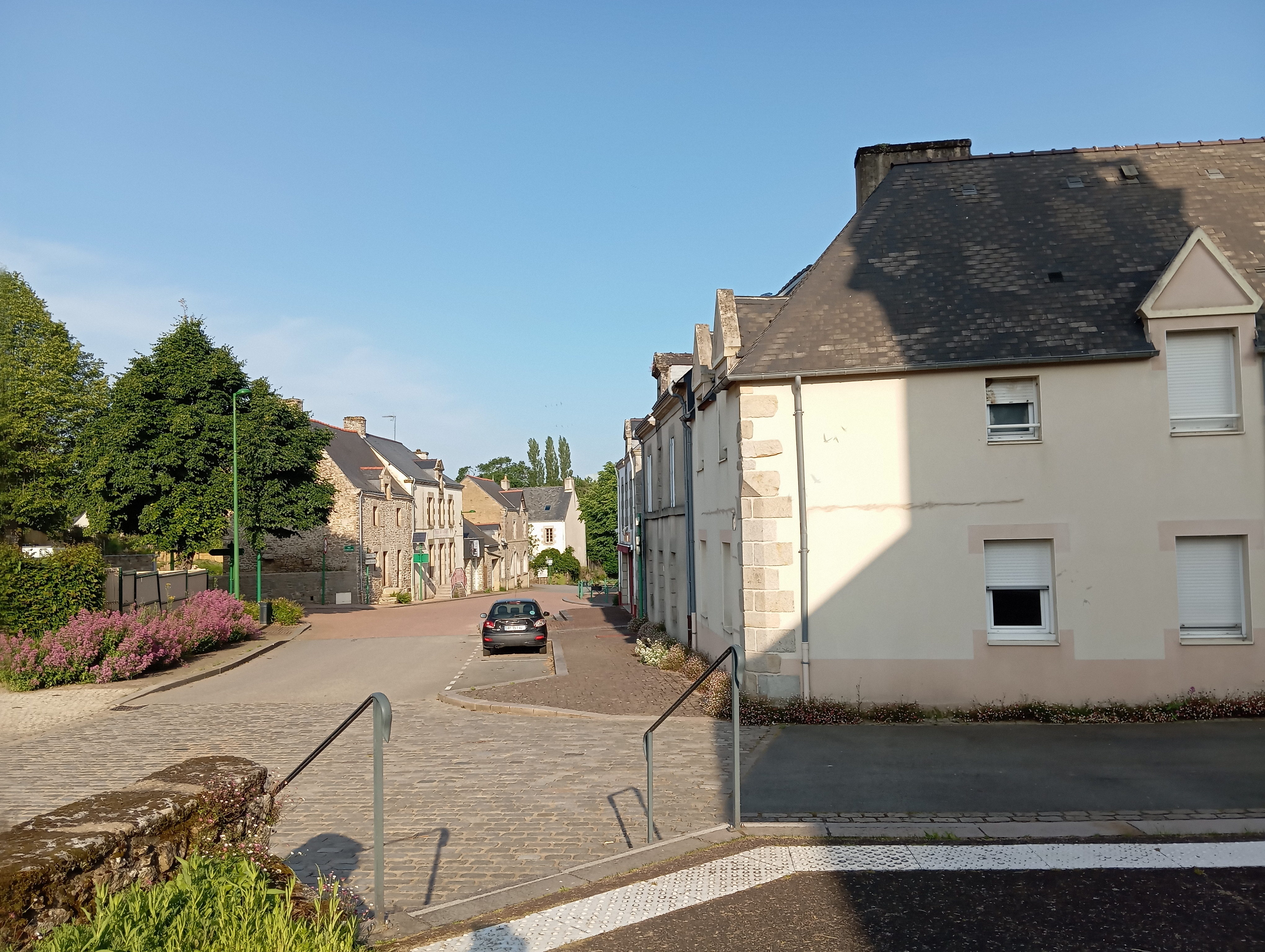
Saint-Allouestre ː vue partielle du bourg.

Saint-Allouestre présente traditionnellement un paysage de bocage avec un habitat dispersé en hameaux (appelés localement "villages") et fermes isolées ; la plupart des hameaux possèdent un nom à consonance bretonne.Le bourg se situe approximativement au centre de la commune.
Le nom du bois principal ("Bois de la Lande de Justice") évoque la présence probable  avant la Révolution française de fourches patibulaires à cet endroit.

## Urbanisme

### Typologie
Au 1er janvier 2024, Saint-Allouestre est catégorisée commune rurale à habitat dispersé, selon la nouvelle grille communale de densité à sept niveaux définie par l'Insee en 2022.
Elle est située hors unité urbaine et hors attraction des villes,.

### Occupation des sols
L'occupation des sols de la commune, telle qu'elle ressort de la base de données européenne d’occupation biophysique des sols Corine Land Cover (CLC), est marquée par l'importance des territoires agricoles (89,3 % en 2018), en augmentation par rapport à 1990 (87,2 %). La répartition détaillée en 2018 est la suivante : 
terres arables (57,7 %), zones agricoles hétérogènes (18,6 %), prairies (12,9 %), forêts (7,9 %), zones urbanisées (2,6 %), milieux à végétation arbustive et/ou herbacée (0,2 %). L'évolution de l’occupation des sols de la commune et de ses infrastructures peut être observée sur les différentes représentations cartographiques du territoire : la carte de Cassini (XVIIIe siècle), la carte d'état-major (1820-1866) et les cartes ou photos aériennes de l'IGN pour la période actuelle (1950 à aujourd'hui).

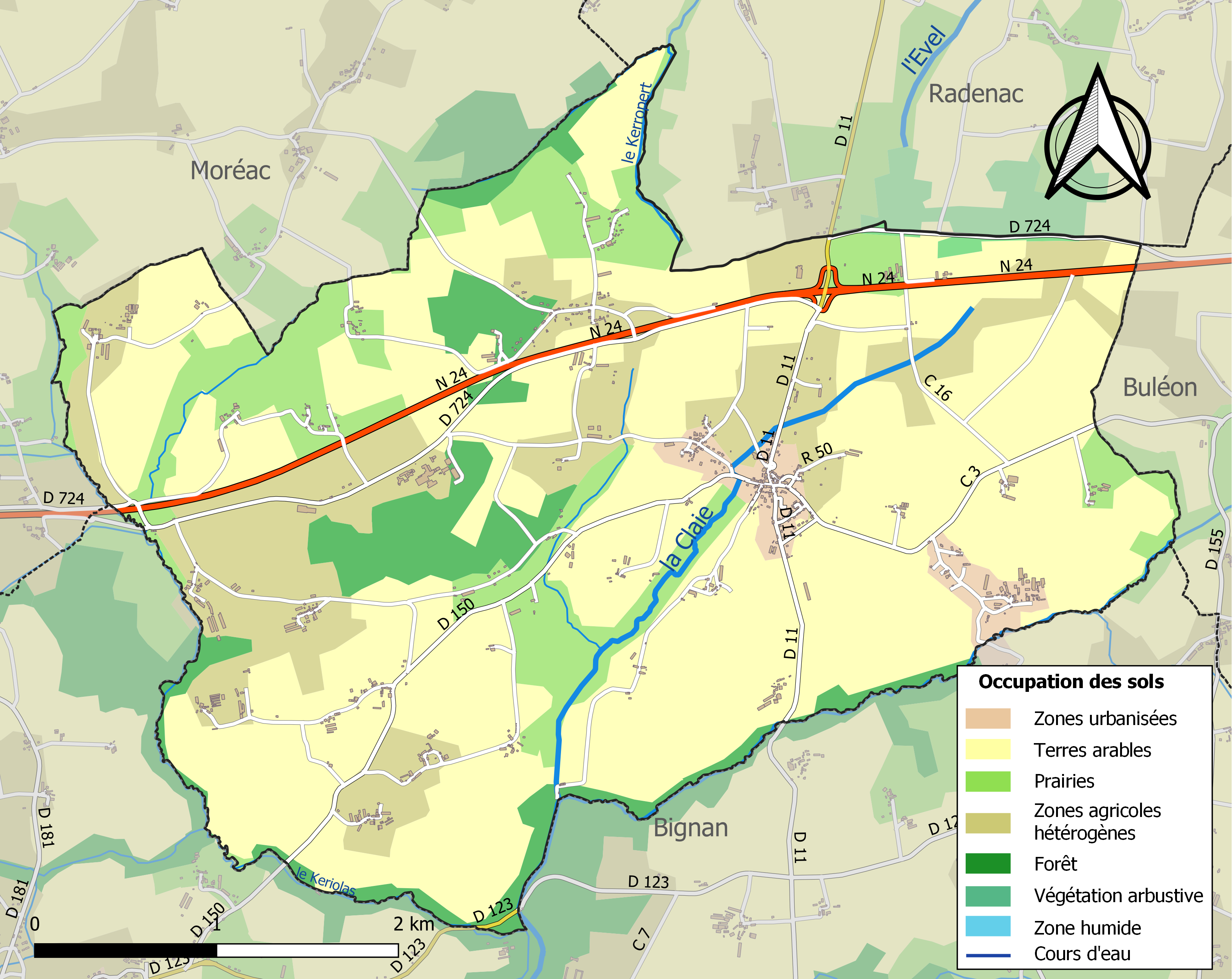
Carte des infrastructures et de l'occupation des sols de la commune en 2018 (CLC).

## Toponymie
La commune est appelée Saint-Allouestre [sɛ̃talwɛstʁ] (nom officiel, utilisé en français) ou Sant-Aleustr [sãdəlˈøʃtʁ] (nom breton),,. L'église paroissiale a été par la suite placée sous la protection de saint Armould, probablement en raison de la relative similitude de nom, probablement après le Concile de Trente en raison de la volonté d'alors de remplacer les saints bretons par des saints reconnus officiellement par l'Église catholique.
Le nom est attesté sous les formes Saint Argoestle en 1280, Saint Arnoulf en 1387, Saint Alouestre en 1406, Saint Anouestre en 1422, et Saint Allouestre en 1554. Toutefois une autre hypothèse fait provenir le nom de saint Aleustr, un saint breton quasi inconnu. Une autre hypothèse, moins probable, serait que cet  hagiotoponyme ferait référence à Saint Alor.
Saint Allouestre était à l'origine le saint protecteur des alevins et des alevineurs (an alaer signifie « l'alevineur » en breton) en raison de la proximité de son nom avec celui-ci.
Selon un récit légendaire, saint Allouestre « naquit, sans père ni mère, dans le creux d'un vieux chêne ».
En gallo, le nom est attesté sous la forme Saint-Alouetr prononcé [sɛ̃talwɛt].

## Histoire

### Préhistoire et Antiquité
Le dolmen de Coët-er-Rui, dit aussi dolmen de Guénestre, est le seul monument mégalithique de la commune.
Vingt oboles des deux Tétricus auraient été trouvées en 1885 ä Saint-Allouestre.

### Moyen-Âge
Un acte de 1280 mentionne la paroisse de  Buellion et de Saint-Argoestle (Buléon et Saint-Allouestre), ce qui laisse supposer que les deux localités étaient unies dans une même paroisse à cette date.
En 1280, Pierre de Tronchâteau, chevalier, seigneur de Tronchâteau, vendit cette terre à Geoffroy de Rohan.
En 1400, le manoir de Kerjualan appartenait à Jean Loret, Bernac appartenait à Léon Chesney et La Ferrière, à Pierre de Lantivi, sieur de La Ferrière.
Buléon et Saint-Allouestre étaient deux paroisses réunies depuis 1524, mais le recteur commun aux deux paroisses résidait à Saint-Allouestre, Buléon ayant un curé en résidence.
Selon un aveu de 1471, Saint-Allouestre était, au sein de la Vicomté de Rohan, une des 46 paroisses ou trèves de la seigneurie proprement dite de Rohan.
A. Marteville et P. Varin, continuateurs d'Ogée, écrivent en 1853 que « le château de Bernac, construction peu ancienne et assez bien conservée, relevit, comme tous les fiefs de Saint-Allouestre, de la juriction de Kermeno, appartenant elle-même au duché-pairie de Rohan.Les fourches patibulaires de cette juridiction, exercée au nom du duc de Rohan, étaient établies sur une colline  assez élevée, qu'on nomme encore la Montagne-de-Justice. C'étaient quatre colonnes rondes, en pierre de taille, dont on voyait encore les restes il y a quinze ou vingt ans ».

### Temps modernes
Un calice et une patène provenant de Saint-Allouestre et datant du XVIe siècle sont en dépôt au trésor de la cathédrale de Vannes.
Tous les fiefs de Saint-Allouestre relevaient sous l'Ancien Régime de la juridiction de Kermeno, qui appartenait elle-même au duché de Rohan. On pouvait encore voir au début du XIXe siècle les restes des 4 colonnes rondes en pierre de taille des fourches patibulaires de la juridiction de Kermeno.

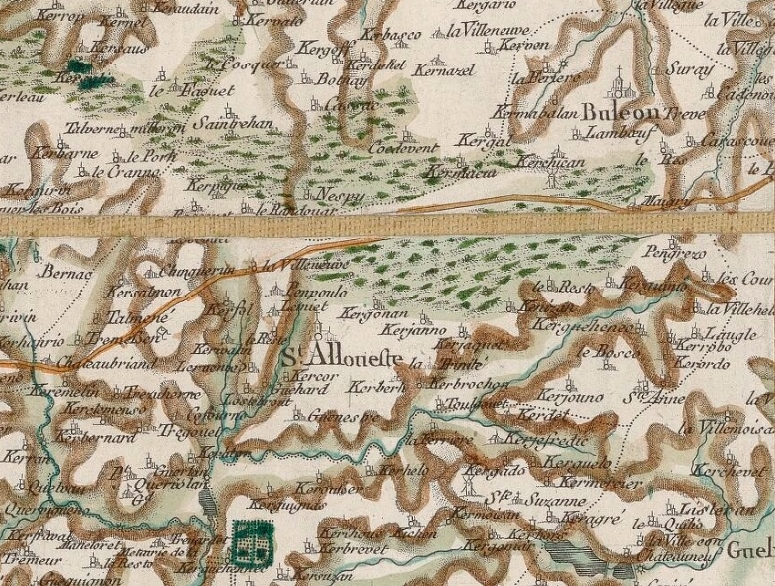
Carte de Cassini de Saint-Allouestre et Buléon (1789).

Jean-Baptiste Ogée décrit ainsi Saint-Allouestre en 1778 :

« Saint-Allouestre ; dans un fond ; à 6 lieues au Nord de Vannes, son évêché ; à 8 lieues de Rennes ; et à 3 lieues de Josselin, sa sous-délégation. Cette paroisse ressortit à Ploërmel et compte 1 500 communiants, y c,ompris ceux de Buléon, sa trève : la cure est présentée par le Chapitre de la Cathédrale de Vannes. Des terres en labeur [labour], des prairies, des landes, et le bois de Kerenrio : voilà ce que ce territoire offre à la vue. »

### Révolution française
En 1789, le cahier de doléances de Saint-Allouestre se plaint notamment  des Évêques « qui sont nobles » et ont une « funeste complaisance » pour les autres nobles.
Jacques Bouleis, recteur de Saint-Allouestre, refusa en 1791 de prêter le serment de fidélité à la Constitution civile du clergé et, devenu prêtre réfractaire, dut se cacher pour échapper aux poursuites. Sous la direction de Jean Samson et Pierre Guillemot, de nombreux habitants de Saint-Alloustre participèrent à la Chouannerie.

### LeXIXesiècle
Bonaparte, alors Premier Consul, demande le 15 prairial an XI (4 juin 1803 à son ministre de la justice Régnier de demander des renseignements sur les maires et curés de Saint-Allouestre et des communes voisines, « ainsi que sur la situation de l'esprit public de ces communes et ceux des habitants qui pourraient être soupçonnés » de correspondre avec Georges Cadoudal.
Joseph Mahé écrit en 1825 que Saint-Allouestre « est mi-partie de Bretons et de François », c'est-à-dire que la commune est partagée entre les deux langues  bretonne et française.

#### La persistance du légitimisme dans la commune
Selon Jules Simon, depuis la Révolution de Juillet, à Saint-Allouestre, « pas un des jeunes conscrits des deux dernières années n'avait rejoint son régiment », tous étant donc réfractaires par hostilité à la monarchie de Juillet et fidélité légitimiste.
Les trois frères Yvonic, Jean-Pierre et Jean-Louis Nayl, de Saint-Allouestre, arrêtés alors qu'ils se cachaient dans une hutte de charbonniers, furent condamnés à mort pour l'assassinat en 1830 d'Auguste de Brossard, maire de Bignan, lors de la Chouannerie de 1832 par la cour d'assises de Vannes ; les véritables coupables, Le Pridoux et Jean Brien, étant ensuite découverts, ils furent défendus par Jules Simon afin d'être officiellement reconnus innocents.
Le 26 février 1841 dans la soirée, alors que plusieurs personnes étaient réunies et occupées à filer du chanvre « suivant l'usage de nos campagnes », une bande de réfractaires survint et « sur leur proposition tout le londe sortit pour se livrer aux plaisirs de la danse » ; « mais tout-à-coup une jeune fille de 18 ans prend un pistolet que portait un des réfractaires et tire à bout portant sur un jeune paysan qui se trouvait là ».
Le 20 décembre 1843, Colomban Gilet, dit « Le Singe », un réfractaire qui faisait partie d'une bande d'une dizaine d'hommes cachés dans une maison du hameau de Kervelin, fut tué lors d'une fusillade entre ces réfractaires et les gendarmes selon la version de l'administration, mais alors qu'il fuyait sans être armé selon de nombreux témoins ; le marquis de La Rochejaquelein, député légitimiste du Morbihan, qualifie ce meurtre d'assassinat. Une autre bande de six individus, armés de fusils, ayant aperçu, le 21 décembre 1743, deux gendarmes de l'autre côté de la rivière de Saint-Allouestre, sur la lande de Keranfroy, les injurièrent et leur tirèrent deux coups de fusil dont les balles vinrent siffler aux oreilles des agents de la force publique (...).
Vers le milieu du XIXe siècle, la population reste majoritairement légitimiste : par exemple en 1850 le journal La Bretagne lance une souscription destinée à offrir au Comte de Chambord deux chevaux bretons ; 96 communes du Morbihan, dont Saint-Allouestre, organisèrent une liste de souscripteurs parmi lesquels on trouve le maire, les adjoints et la quasi-totalité des membres du conseil municipal.

#### Saint-Allouestre vers le milieu et la fin duXIXesiècle

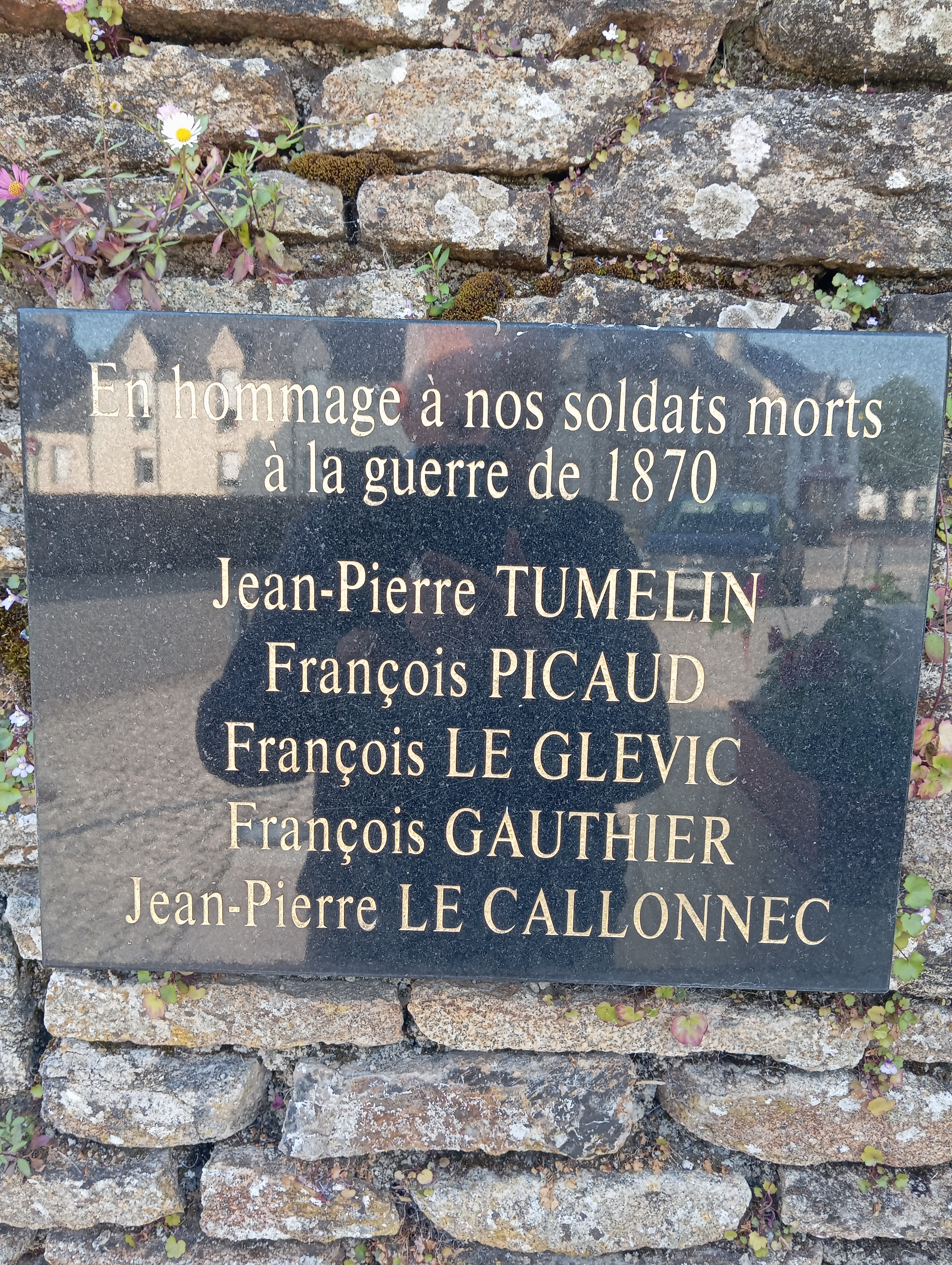
Plaque commémorative des soldats de Saint-Allouestre tués pendant la Guerre de 1870-1871.

A. Marteville et P.Varin, continuateurs d'Ogée, décrivent ainsi Saint-Allouestre en 1853 :

« Saint-Allouestre : commune formée de l'ancienne paroisse de ce nom ; aujourd'hui succursale. (...). Principaux villages : le Rendoir, Ville-Neuve, le Houscoët, Kersalmon, le Rostoëc, Tremezay, Kercor, Talmené, Jacquet-Kerbère, le Ray, le Limier, le Guélard, Leslebron, Tesverne, Trégouël, Guerlan. Superficie totale 1 648 ha, 17 ares dont terres labourables 657 ha, prés et pâturages 124 ha, bois 25 ha, landes et incultes 798 ha (...). Saint-Allouestre est placé sous l'invocation de saint Arnoulf. Cette ancienne paroisse a été diminuée de sa trève Buléon, mais il lui reste encore trois chapelles desservies. Selon la tradition il y a eu dans cette paroisse une templerie (mené-ru). (...) Le sol de Saint-Allouestre renferme quelques monuments druidiques [en fait préhistoriques], entre autres deux menhirs. Géologie : granite ; schiste micacé au nord-est. On y parle le breton. »

Une plaque commémorative porte les noms de 5 soldats originaires de la commune morts pendant la Guerre de 1870.
En 1879 Saint-Allouestre, qui ne possédait pas encore d'école des garçons, décidé d'acheter un terrain afin de construire une école-mairie. Une école "libre" (privée) de filles existait, mais un rapport de 1878 écrit que « la situation laisse à désirer »
Un établissement des Filles de Jésus (de Kermaria) prodiguait des soins aux malades à domicile dans la commune en 1896

### LeXXesiècle

#### La Belle Époque
Fin septembre 1919, deux incendies suspects détruisirent 6 maisons dans les villages de Trégouet et Petit Kercolas
.

#### La Première Guerre mondiale

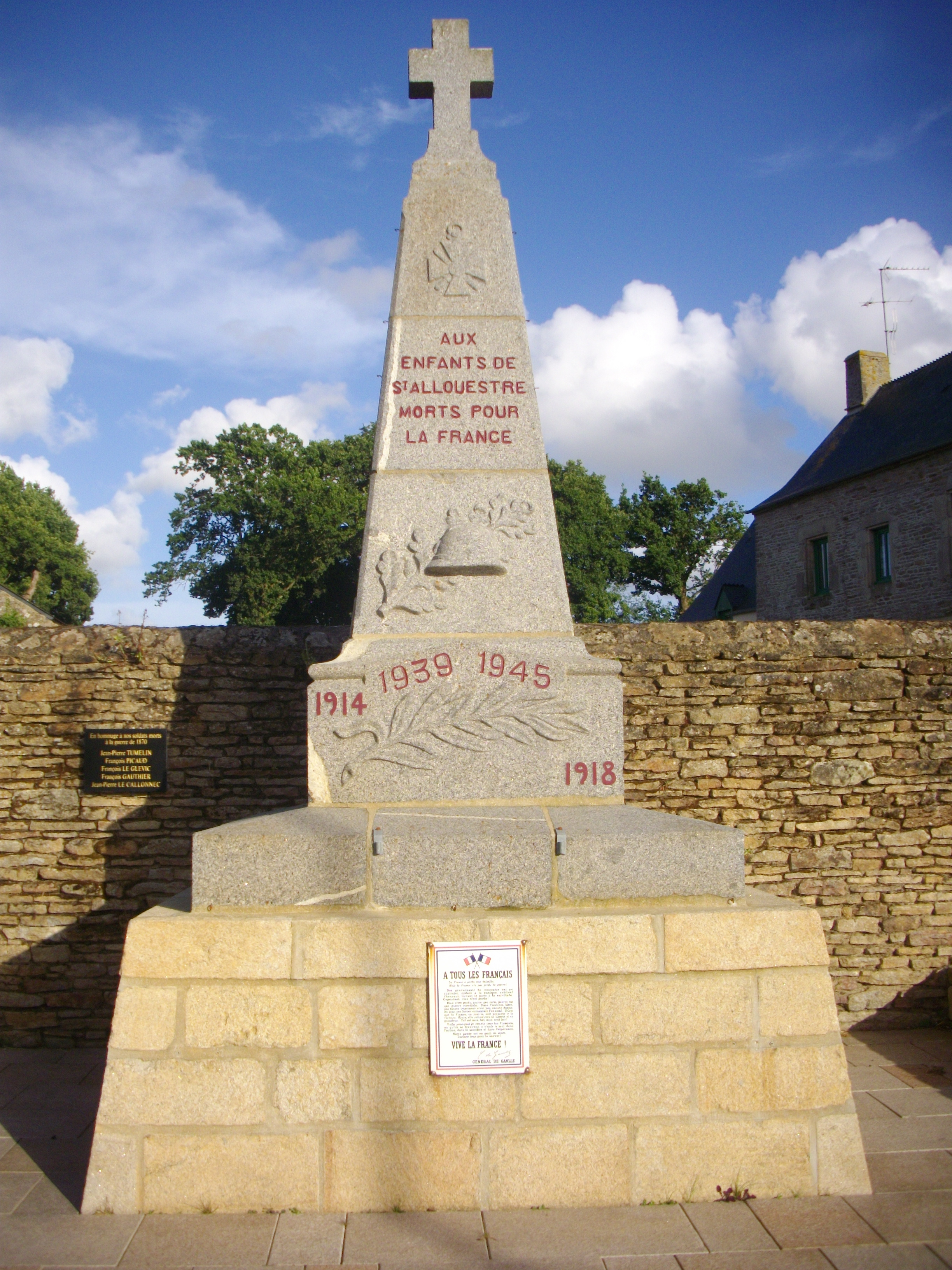
Le monument aux morts de Saint-Allouestre.

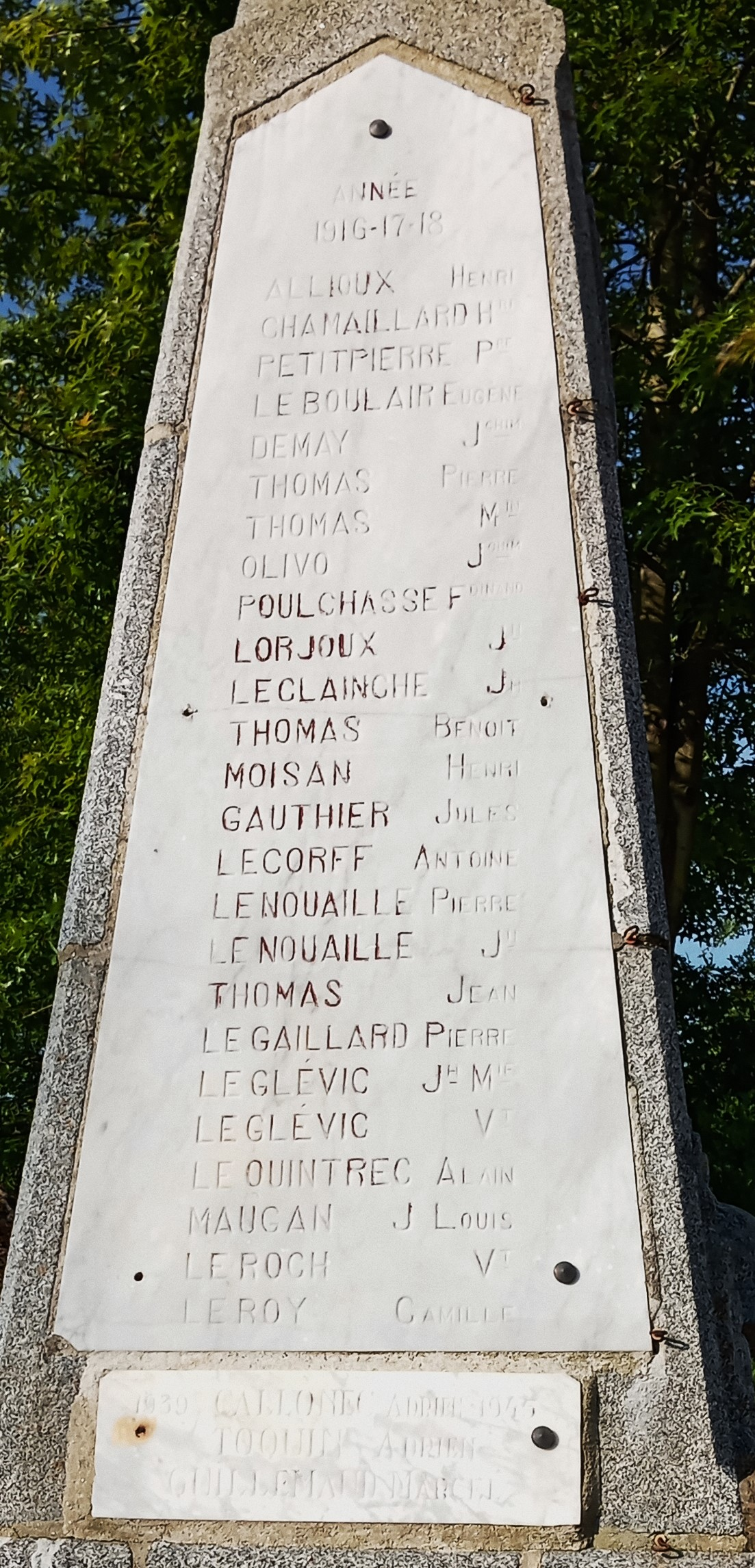
Plaque apposée sur le monument aux morts, liste partielle des morts pour la France lors des deux guerres mondiales.

Trois prisonniers de guerre allemands, emprisonnés dans un camp à Saint-Barnabé (Côtes-du-Nord), évadés, furent arrêtés par des gendarmes à Saint-Allouestre en mai 1915.
Le monument aux morts de Saint-Allouestre porte les noms de 51 soldats morts pour la France pendant la Première Guerre mondiale : parmi eux trois sont morts en Belgique (Louis Danet et Pierre Le Glévec dès le 22 août 1914 le premier à Rossignol, le second à Maissin et Camille Le Roy le 10 novembre 1914 à Dixmude) ; Joachim Le Gaillard, Alain Le Quentrec et Ferdinant Poulchasse sont morts en captivité en Allemagne ; les autres sont morts sur le sol français dont Ferdinand Allanic, Jules Gauthier, Joseph Le Nouaille et Jean Le Quentrec, tous les quatre décorés de la Médaille militaire et de la Croix de guerre. Joseph Le Glévic et Joseph Le Nouaille sont les deux dernières victimes de cette guerre dans la commune, tous les deux tués à l'ennemi le même jour le 22 septembre 1918 et au même endroit à Souain (Marne).

#### L'Entre-deux-guerres
En 1919 à l'école des filles les classes sont obscures, exigües et surchargées ; une cloison de carton sépare les classes, « les leçons faites dans l'une s'entendent dans les autres (...) Le matériel scolaire est dans un état de vétusté sans nom et manque en partie ».
Le monument aux morts de Saint-Allouestre, en granite, porte sur une plaque l'inscription "AUX ENFANTS DE ST ALLOUESTRE 1914-1918 1939-1945" ; il a été édifié par le marbrier Émile Le Maguet ; la décision de l'édifier est orise par le conseil municipal le 4 février 1922 et il est inauguré le 29 octobre 1922.

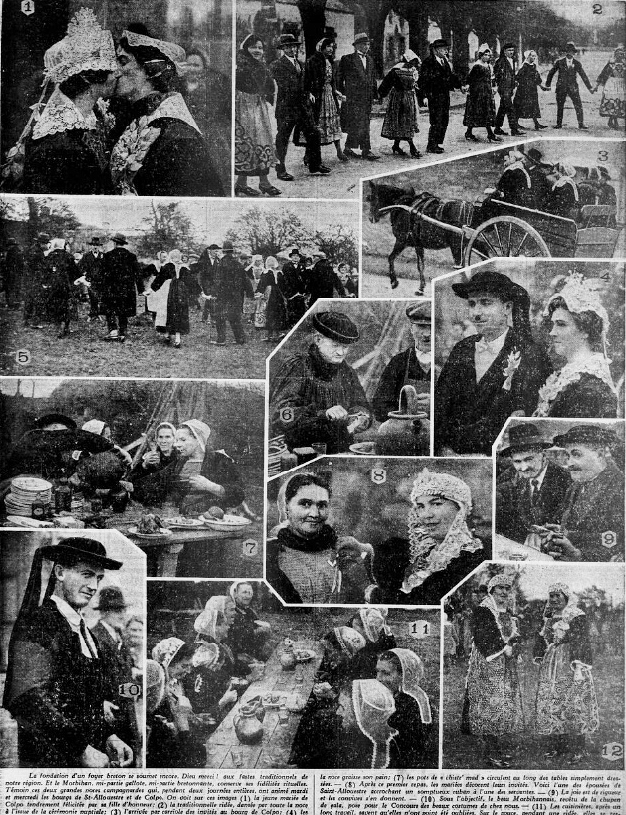
Photographies de mariages à Colpo et Saint-Allouestre (journal L'Ouest-Éclair du 30 novembre 1933).

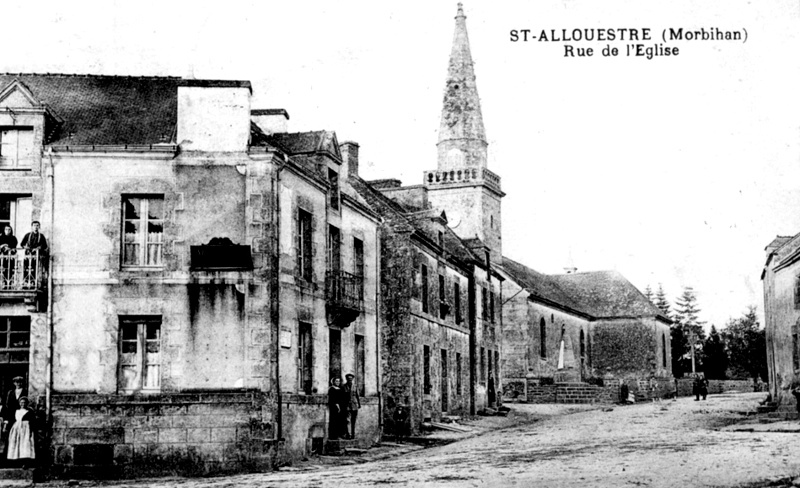
Saint-Allouestre ː la Rue de l'Église vers 1925 (carte postale).
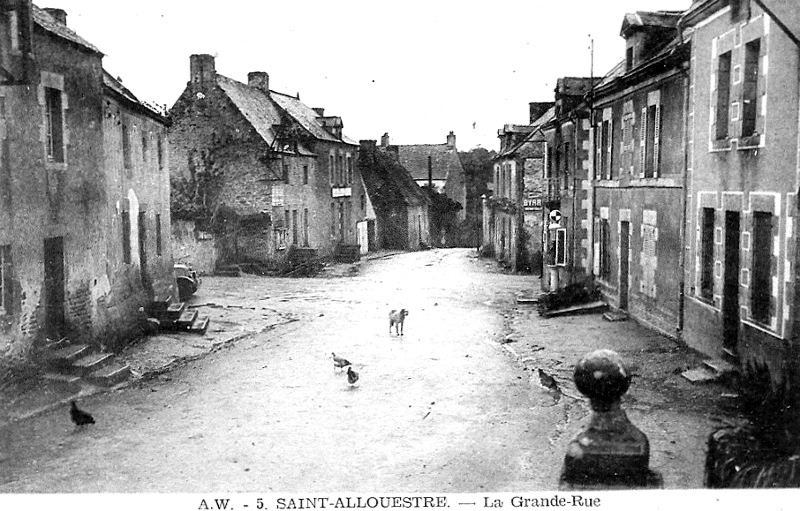
La Grande Rue de Saint-Allouestre vers 1925 (carte postale).

Le journal L'Ouest-Éclair publie le 30 novembre 1933 une page entière de photographies consacrée à des mariages de Colpo (photographies 1 à 4) et Saint-Allouestre (photographies 5 à 12).

#### La Seconde Guerre mondiale
Le monument aux morts de Saint-Allouestre porte les noms de 6 personnes mortes pour la France pendant la Seconde Guerre mondiale : parmi elles Joachim Allioux, mort au printemps 1940 lors de la Bataille de France ; Jean et Félix Tual, tous les deux prisonniers de guerre rapatriés sanitaires, sont décédés respectivement en 1941 et 1942 ; Adrien Le Callonec, décédé le 10 mai 1945 à Berlin.

#### L'Après Seconde Guerre mondiale
Le journal communiste L'Espoir du Morbihan écrit le 17 février 1946 que le bal organisé au profit des œuvres publiques de Saint-Allouestre a connu un succès inespéré « malgré les difficultés suscitées par l'autorité communale (...). Nous ne comprenons pas que, pour des raisons de "conscience", les jeunes gens de Saint-Allouestre soient privés de distraction (...) ».

## Blasonnement
|  | Les armoiries de Saint-Allouestre se blasonnent ainsi : Coupé : au premier d'azur à un poisson d'or tenant dans sa gueule un annelet du même, au second d'hermine plain. Evocation de Saint Arnould dont l'anneau épiscopal aurait été retrouvé dans le ventre d'un poisson avec les mentions des noms ancien et actuel de la commune. Les hermines symbolisent l'appartenance à la Bretagne. |

## Politique et administration
| Période                                  | Période    | Identité              | Étiquette       | Qualité |
| ---------------------------------------- | ---------- | --------------------- | --------------- | --- |
| Les données manquantes sont à compléter. |            |                       |                 | |
| 1793                                     | 1797       | Yves Thébaud          |                 | Cultivateur. |
| 1797                                     | 1799       | Jean Samson           |                 | |
| 1799                                     | 1816       | François Hays         |                 | Laboureur. |
| 1816                                     | 1848       | François Lemay        |                 | Cultivateur. |
| 1848                                     | 1874       | Jean Mathurin Samson  |                 | Menuisier. |
| 1875                                     | 1876       | Julien Thibault       |                 | Cultivateur à Kermeno. |
| 1876                                     | 1916       | Mathurin Danet        |                 | |
|                                          |            |                       |                 | |
| avant 1920                               | après 1924 | Josso                 |                 | |
|                                          | 1935       | Le Labourier          |                 | Conseiller d'arrondissement. |
| Les données manquantes sont à compléter. |            |                       |                 | |
| ?                                        | 1943       | Mathurin Le Labourier | Union nationale | Cultivateur Conseiller d'arrondissement (1934 → 1940) |
| 1943                                     | 1959       | Joseph Marot          |                 | |
| 1960                                     | mars 1971  | Basile Picaud         |                 | |
| mars 1971                                | mars 2014  | Joseph-André Picaud   |                 | Ancien industriel de la menuiserie, maire honoraire Président du SIVOM puis de la CC de Saint-Jean-Brévelay (2001 → 2008) Chevalier de l'Ordre du Mérite |
| mars 2014 Réélu en 2020                  | En cours   | Gérard Le Roy         | SE              | Cadre retraité 6e vice-président de Centre Morbihan Communauté                                                                                           |

## Démographie
Saint-Allouestre compte depuis le dernier recensement 640 habitants contre 507 en 1990. Cet accroissement trouve sa source dans sa situation géographique exceptionnelle en bordure de la nationale 24, à proximité immédiate des entreprises du secteur agroalimentaire, et dans la volonté de ses élus de développer son parc de logements locatifs notamment publics.
L'évolution du nombre d'habitants est connue à travers les recensements de la population effectués dans la commune depuis 1793. Pour les communes de moins de 10 000 habitants, une enquête de recensement portant sur toute la population est réalisée tous les cinq ans, les populations de référence des années intermédiaires étant quant à elles estimées par interpolation ou extrapolation. Pour la commune, le premier recensement exhaustif entrant dans le cadre du nouveau dispositif a été réalisé en 2008.

En 2022, la commune comptait 651 habitants, en évolution de +4,83 % par rapport à 2016 (Morbihan : +3,82 %, France hors Mayotte : +2,11 %).
| 1793 | 1800 | 1806 | 1821 | 1831 | 1836 | 1841 | 1846 | 1851 |
| ---- | ---- | ---- | ---- | ---- | ---- | ---- | ---- | ---- |
| 802  | 774  | 874  | 797  | 843  | 890  | 860  | 930  | 868  |

| 1856 | 1861 | 1866 | 1872 | 1876 | 1881 | 1886 | 1891 | 1896  |
| ---- | ---- | ---- | ---- | ---- | ---- | ---- | ---- | ----- |
| 904  | 863  | 928  | 862  | 938  | 960  | 995  | 979  | 1 003 |

| 1901 | 1906 | 1911 | 1921 | 1926 | 1931 | 1936 | 1946 | 1954 |
| ---- | ---- | ---- | ---- | ---- | ---- | ---- | ---- | ---- |
| 984  | 961  | 977  | 917  | 908  | 923  | 854  | 820  | 725  |

| 1962 | 1968 | 1975 | 1982 | 1990 | 1999 | 2006 | 2008 | 2013 |
| ---- | ---- | ---- | ---- | ---- | ---- | ---- | ---- | ---- |
| 668  | 609  | 552  | 517  | 507  | 532  | 611  | 633  | 620  |

| 2018 | 2022 | - | - | - | - | - | - | - |
| ---- | ---- | - | - | - | - | - | - | - |
| 634  | 651  | - | - | - | - | - | - | - |

## Lieux et monuments

### Église Saint-Arnould
Deux édifices ont précédé l'église actuelle, dédiée à saint Arnould. Celle-ci a été agrandie en 1569, puis, menaçant d'effondrement a été reconstruite en 1857 sous le rectorat de M. Bellec. Elle s'étend en forme de croix latine. L'entrée en façade plein cintre est surmontée d'un fronton triangulaire et encadrée de deux pilastres toscans. Au sommet du chœur s'élève un clocheton de pierre à pile carrée. Une sacristie à cinq pans complète l'édifice. Elle a été rénovée en 1971 et les vitraux ont été restaurés il y a une dizaine d'années.

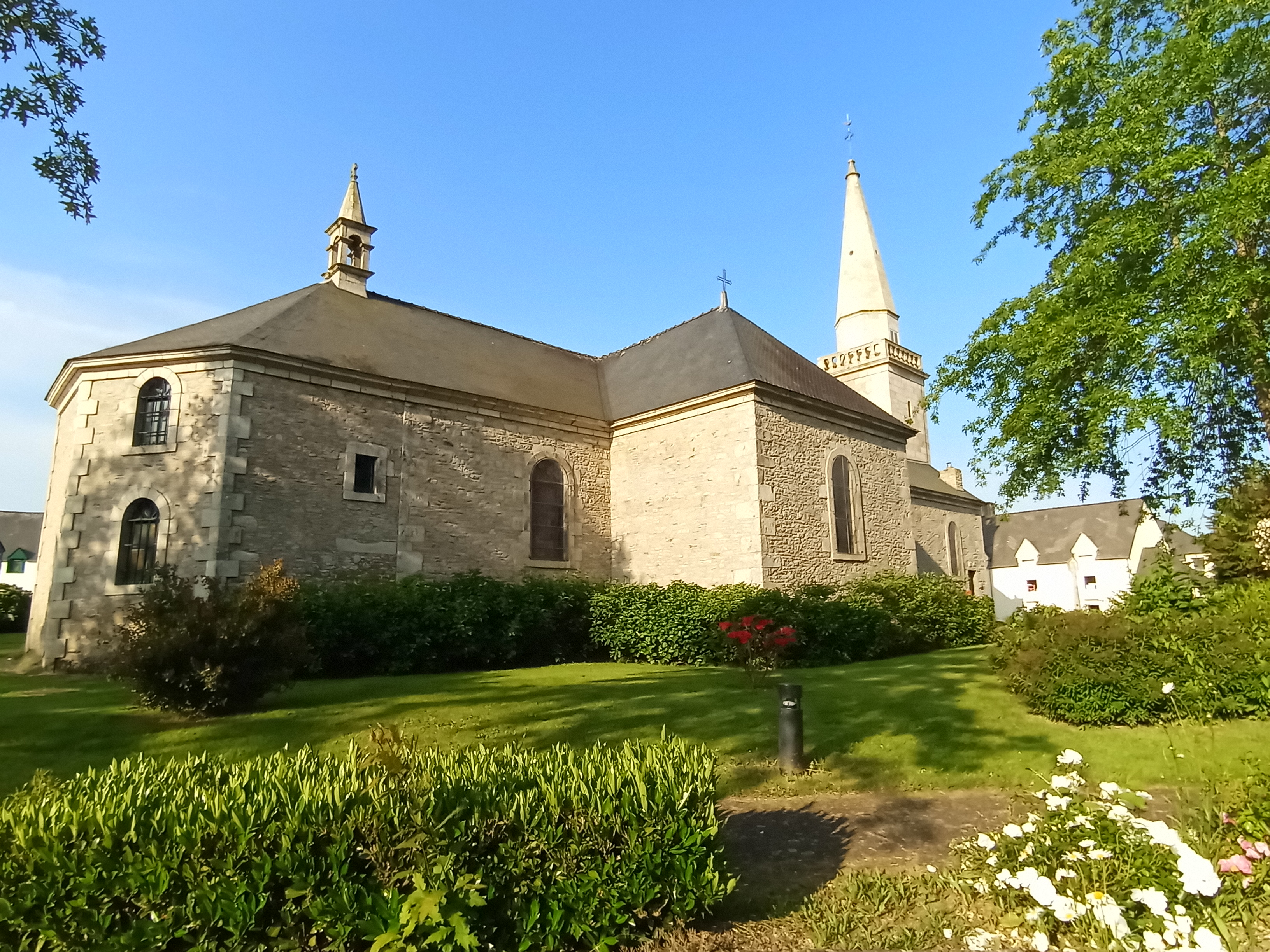
Église paroissiale Saint-Arnould, vue extérieure d'ensemble.
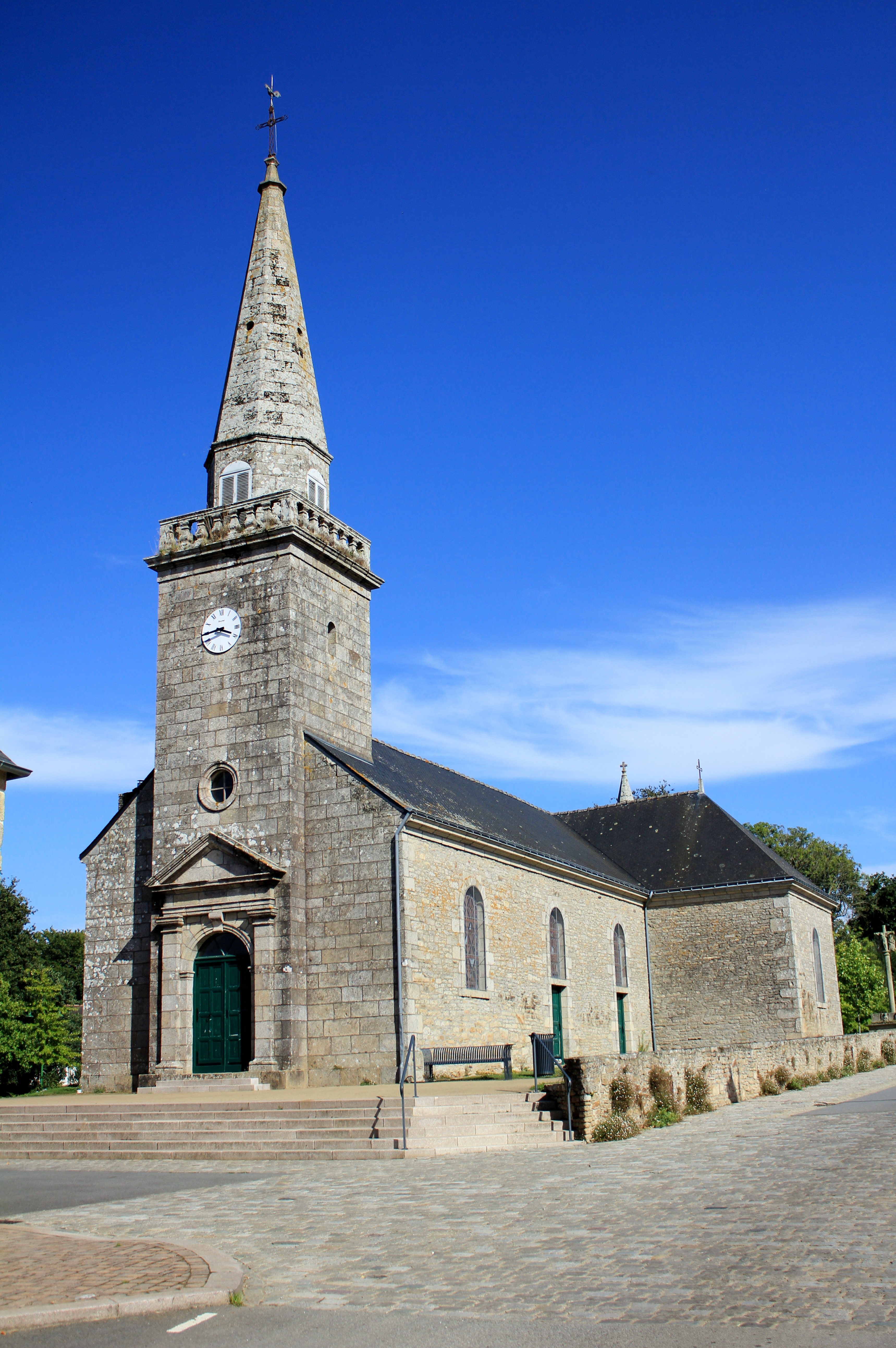
Vue générale depuis le sud-ouest.
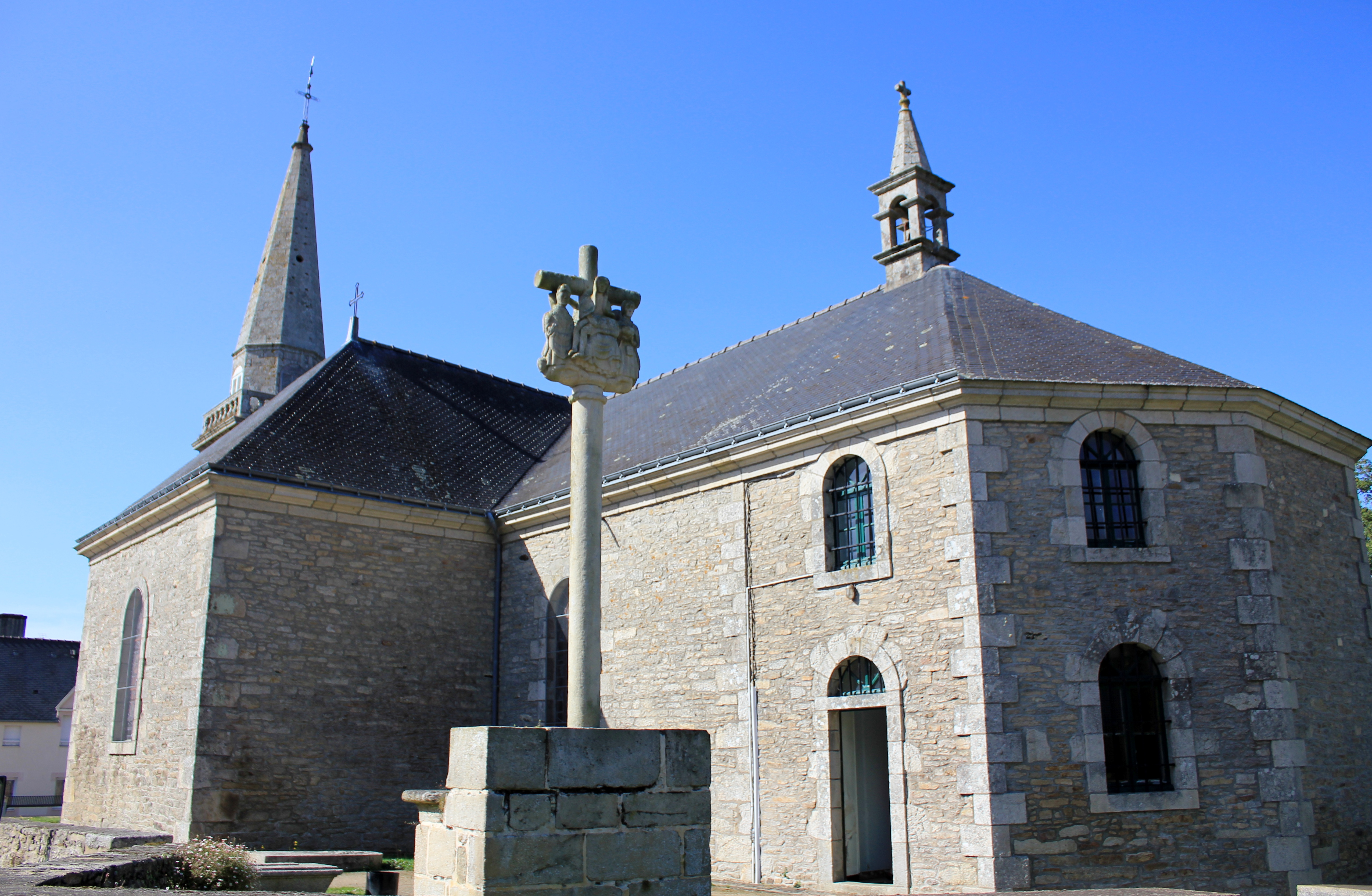
Vue générale depuis le sud-est et la croix de l'ancien cimetière.
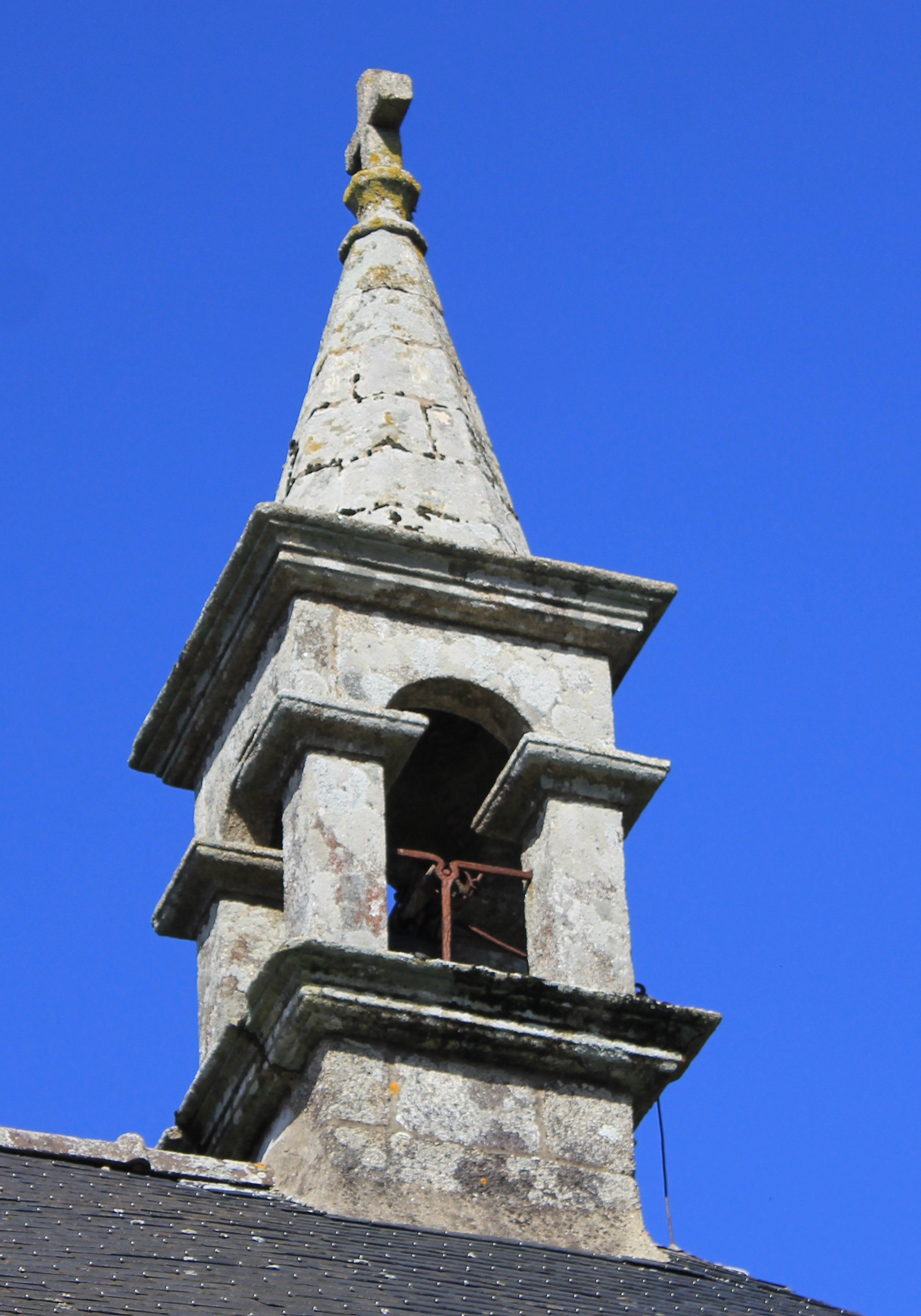
Détail du clocheton de pierre à pile carrée.
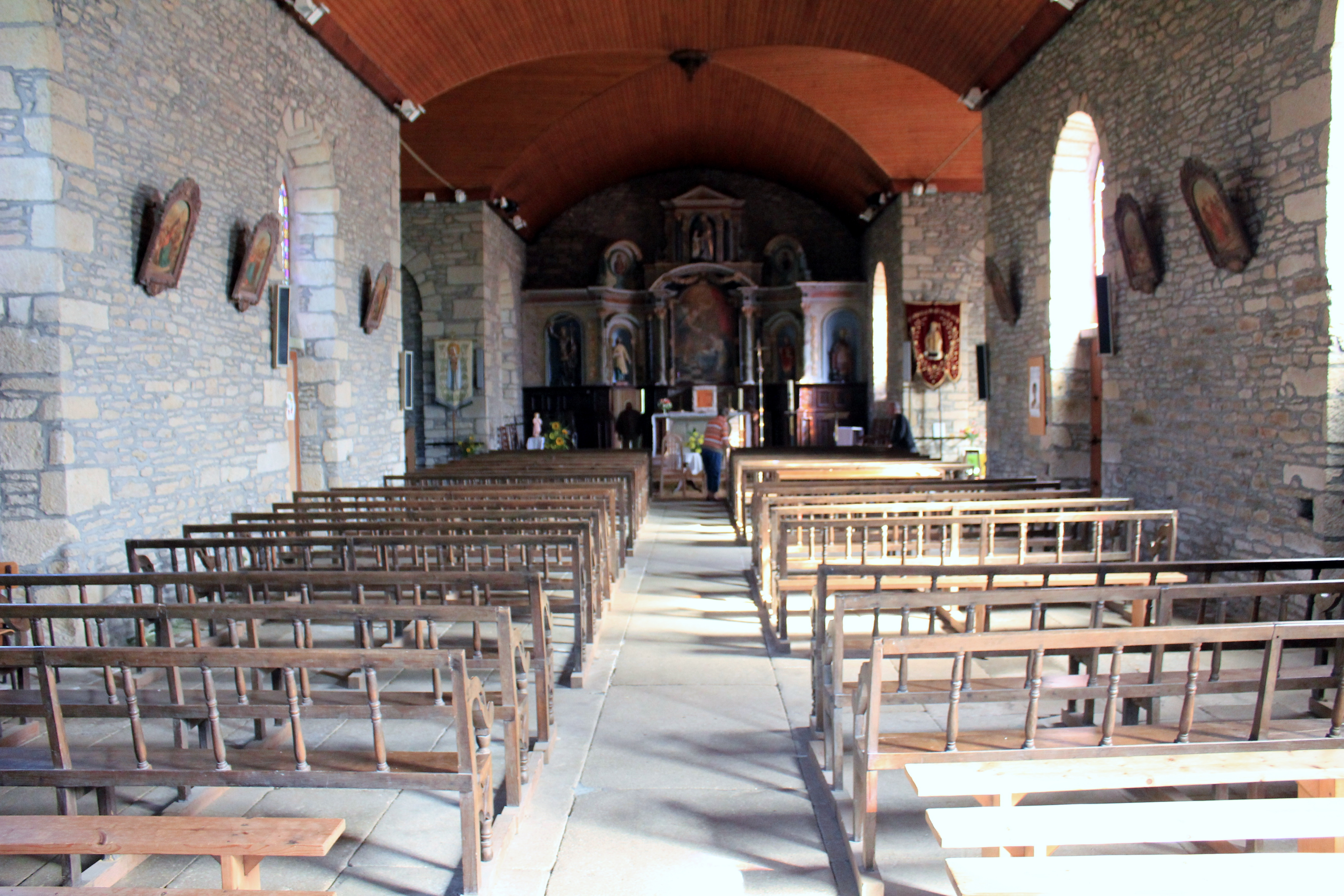
Vue intérieure d'ensemble, la nef.
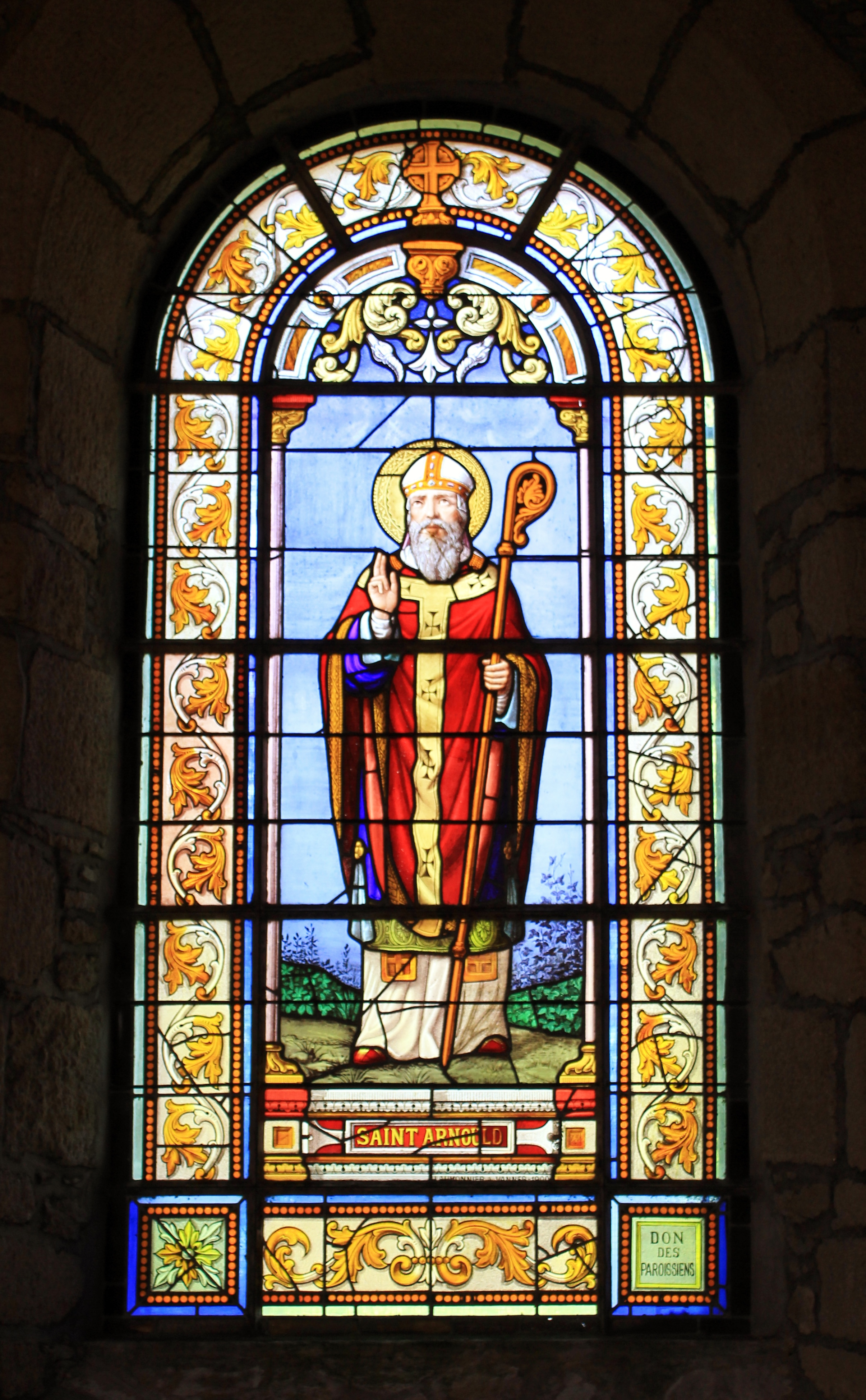
Vitrail représentant saint Arnould.

#### Mobilier religieux
- Statue de saint Michel (XVIe siècle). Cette statue en bois polychrome dorée provient de la chapelle Saint-Michel de Trégouët, démolie en 1938. Elle est du même style que la statue de la chapelle Saint-Michel de Guéhenno : saint Michel en guerrier porte un coup fatal au dragon étendu à ses pieds. Le saint pesant également les âmes lors du Jugement dernier porte une balance.
- Le retable (XVIe siècle) ; en bois doré et peint, ce retable provient de l'ancienne église et couvre tout le mur de chevet. Il est orné d'un tableau figurant l'Annonciation à Marie, de colonnes de faux marbre surmontées de chapiteaux corinthiens (cf. feuilles d'acanthe) et de guirlandes végétales. La statue de saint Jean Baptiste (1641), celle de sainte Anne, ainsi que les représentations en médaillon de saint Pierre et de saint Paul ; complètent l'ensemble.

### Autres édifices

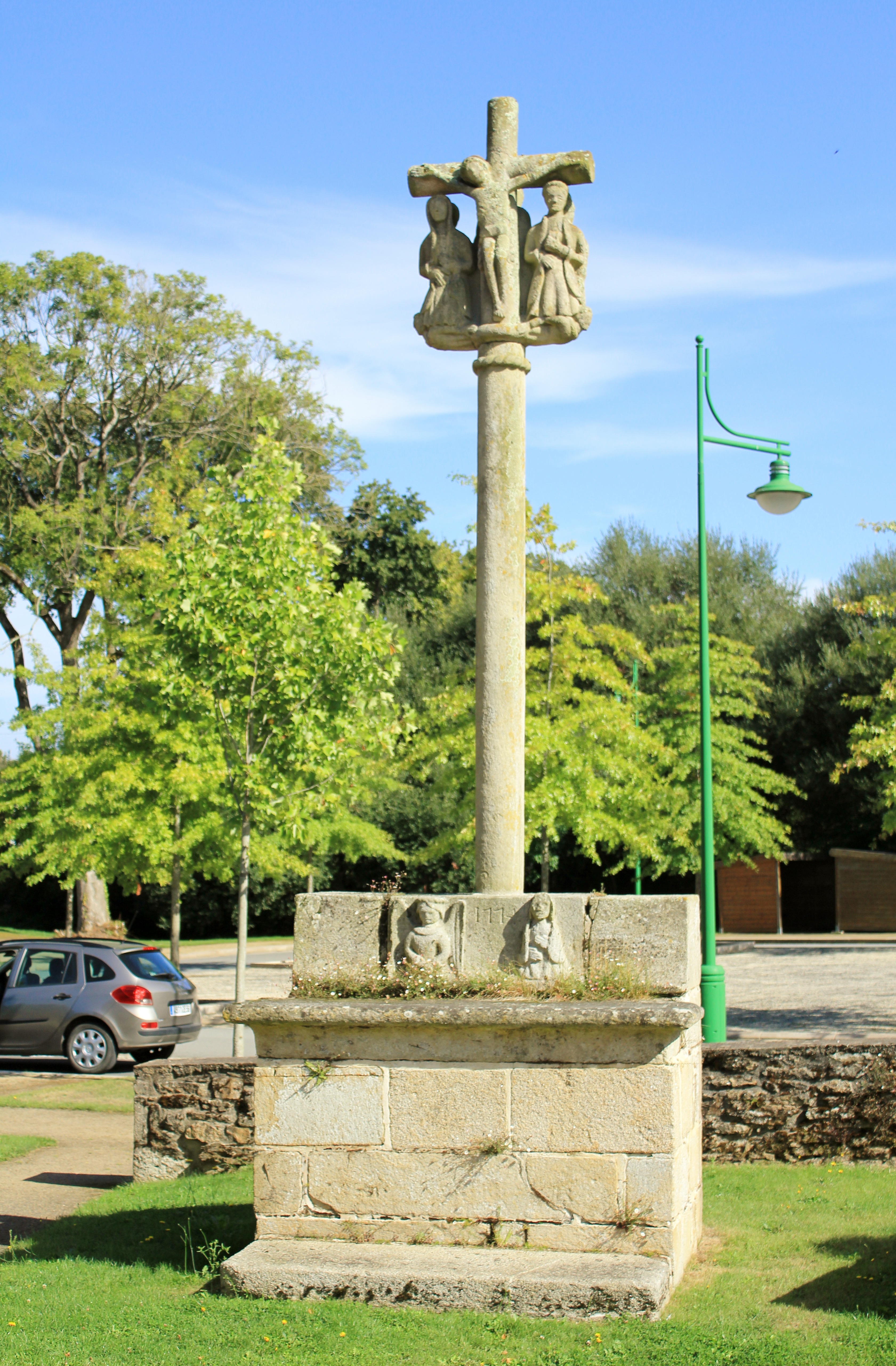
La croix de l'ancien cimetière de Saint-Allouestre.

- Croix de l'ancien cimetière (XVIIIe siècle) : le soubassement porte un décor en haut-relief dans lequel paraissent un ange et la Vierge, sans doute pour symboliser l'Annonciation. La croix porte sur cette face l'habituelle scène de la Crucifixion. Sur son revers, la Vierge de la piété (Pietà) porte le corps du Christ sur ses genoux, soutenue par deux personnages dont l'un figure probablement saint Arnould. Le gradin porte la date de 1774.

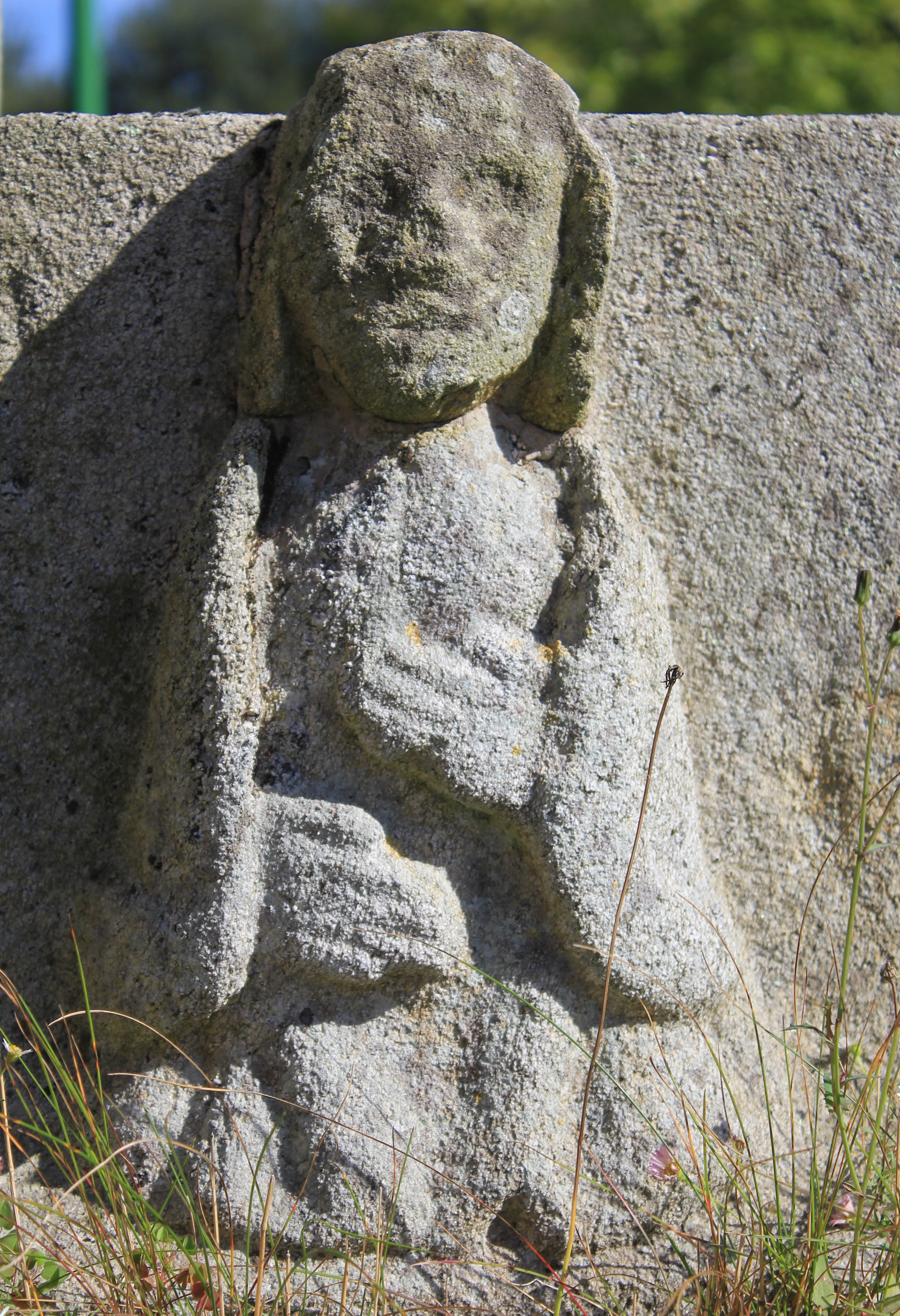
Détail de la Vierge.
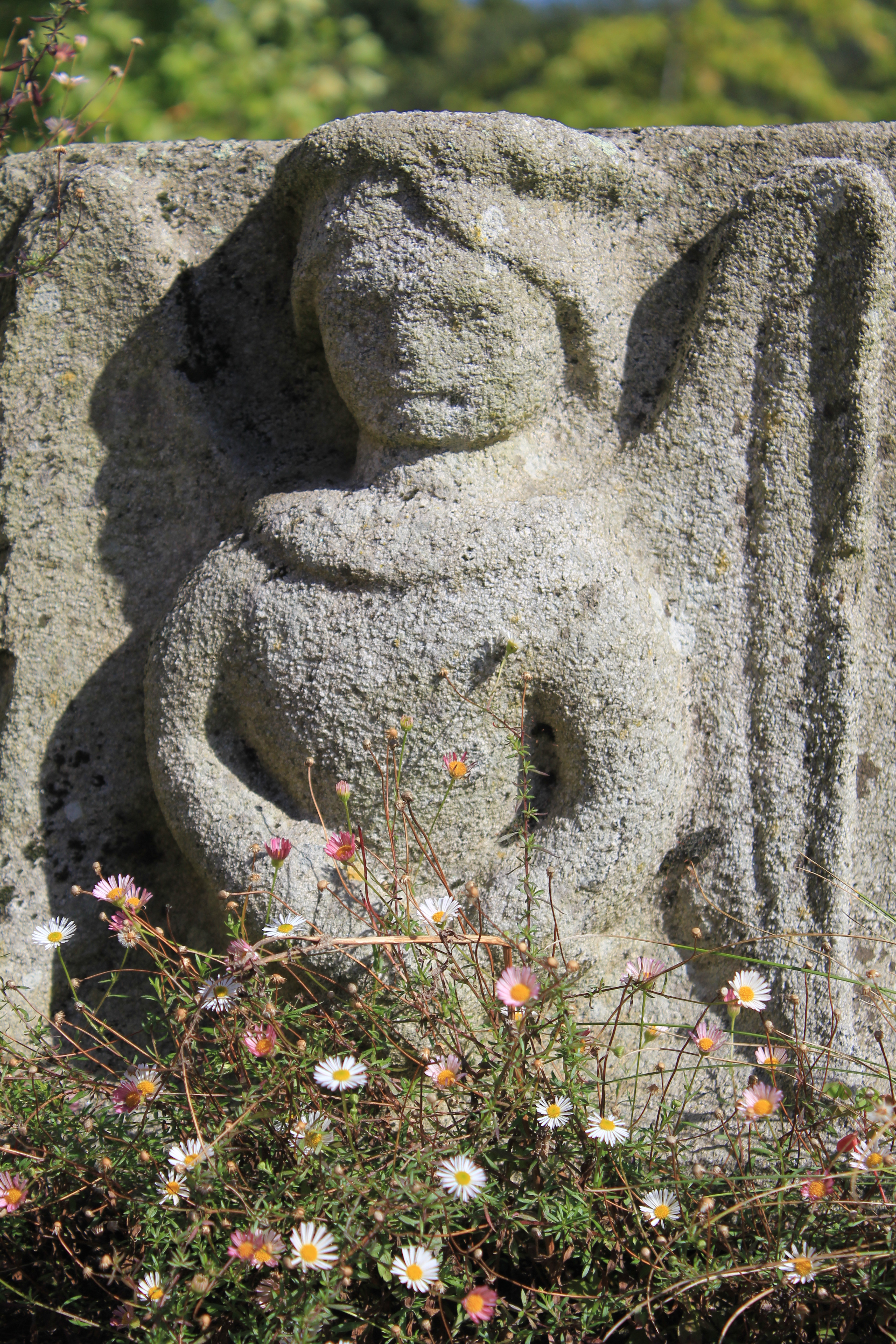
Ange de l'Annonciation.
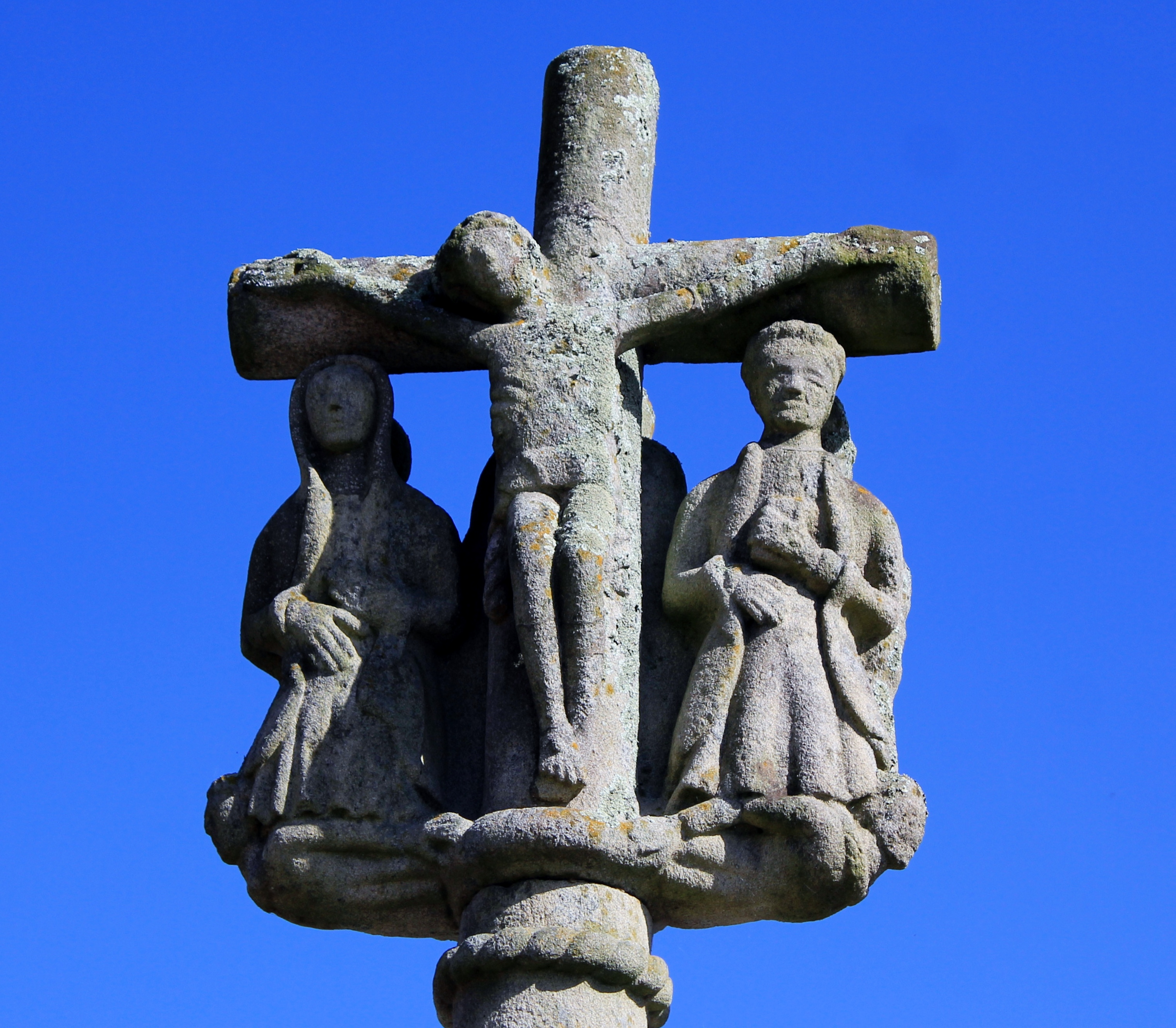
Partie sommitale : Crucifixion.
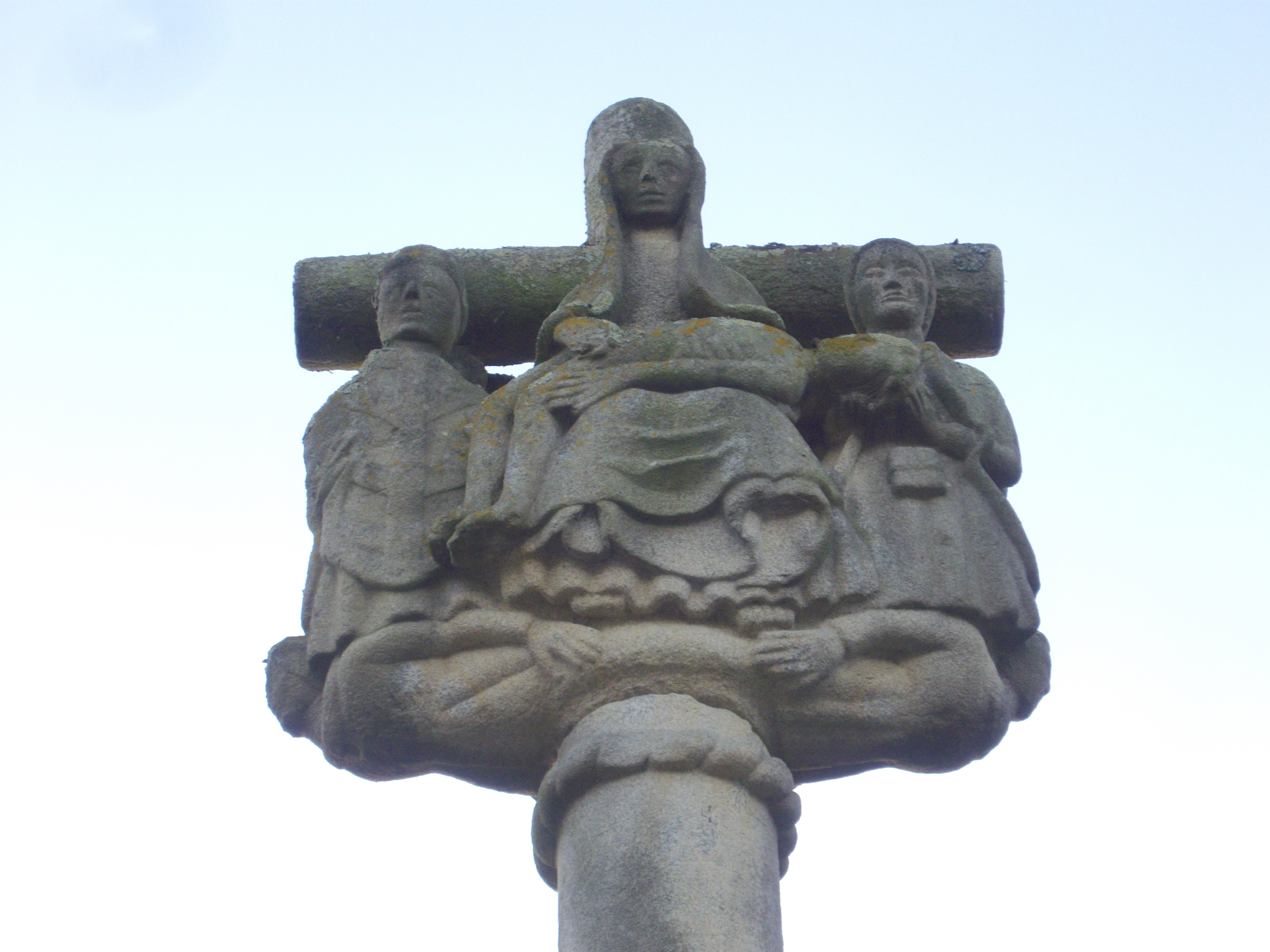
Partie sommitale : pietà.

- Outre la chapelle Saint-Michel de Trégouët, dont la présence est rappelée par un oratoire dédié à Notre Dame de la Délivrance, saint Allouestre comptait deux autres chapelles démolies depuis :
  - l'une située dans l'ancien cimetière autour de l'église, la chapelle Notre-Dame mentionnée en 1527,
  - celle de Bot Magoer, dédiée à la Trinité, située à l'origine entre les villages de Kerbert et de Kerjéhanno, démolie et reconstruite en 1891 à Kerbert. Un calvaire a été érigé à proximité de l'emplacement de la chapelle primitive. La chapelle de Kerbert a été détruite en 1970.
- Ancien manoir qui date de 1567, le presbytère a été transformé en logements. Sur la porte principale on devine encore les armoiries du seigneur.
- Croix du Point du Jour

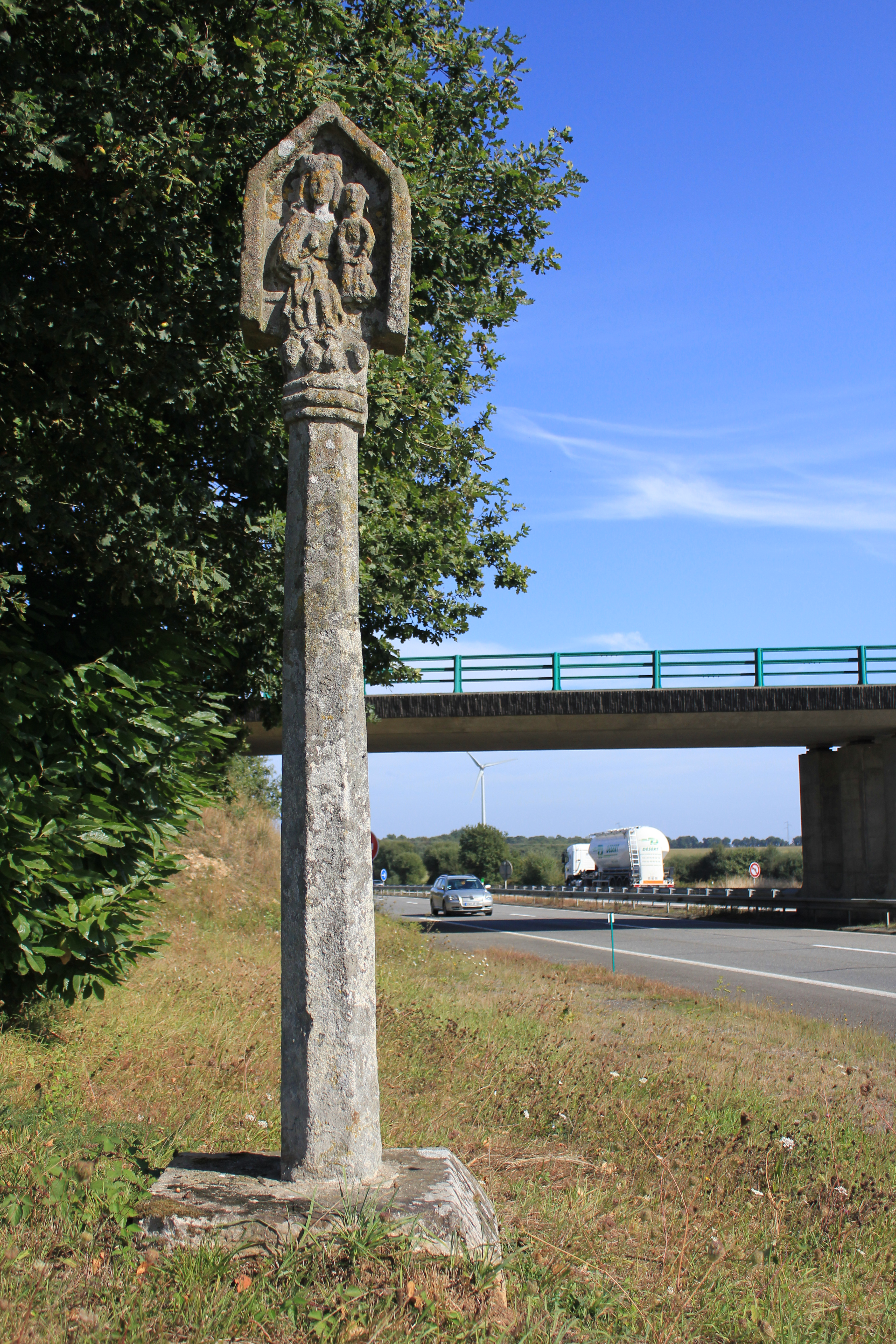
Croix du Point du jour : vue d'ensemble.
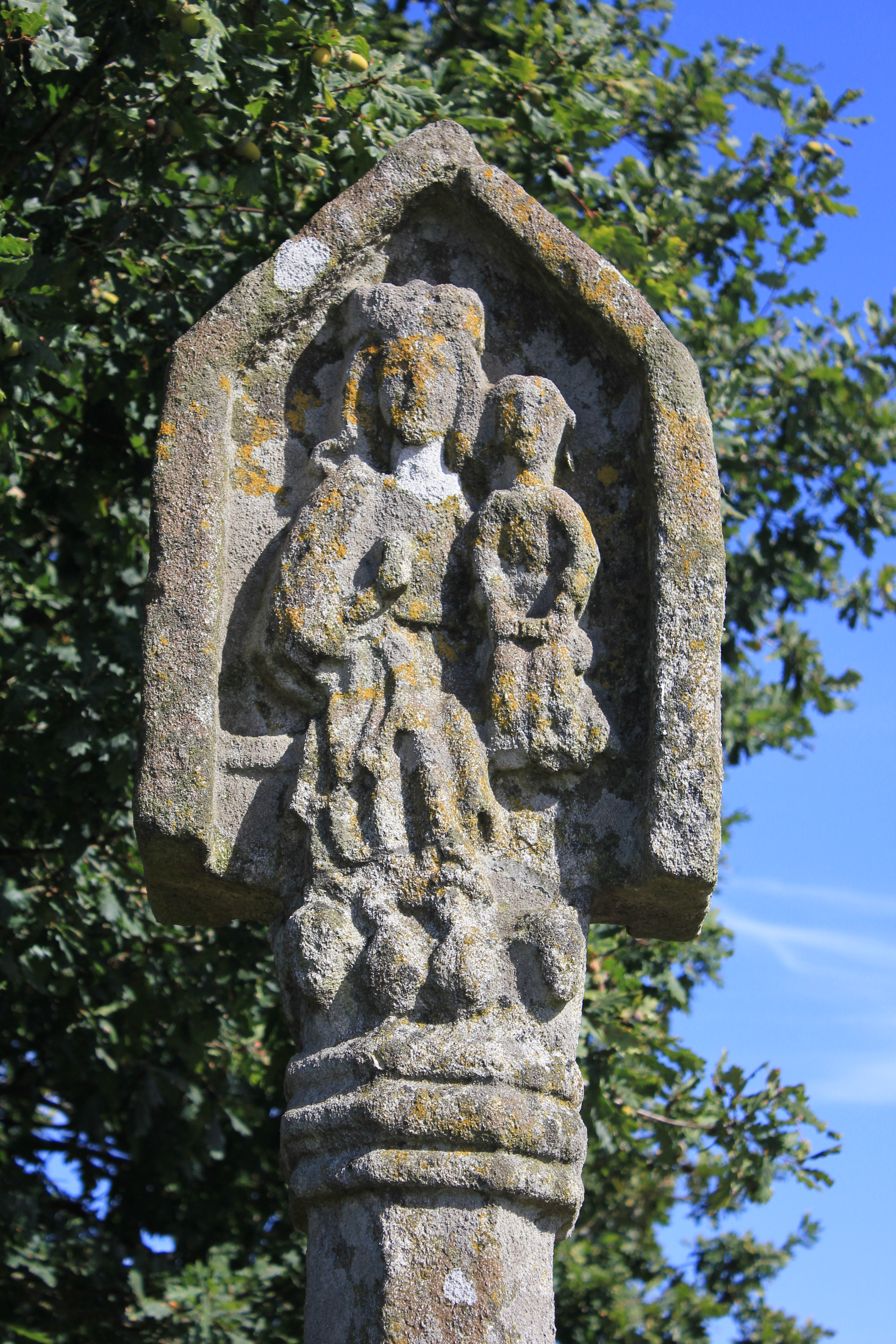
Croix du Point du jour : partie sommitale, face ouest.

- Croix proche de l'église.

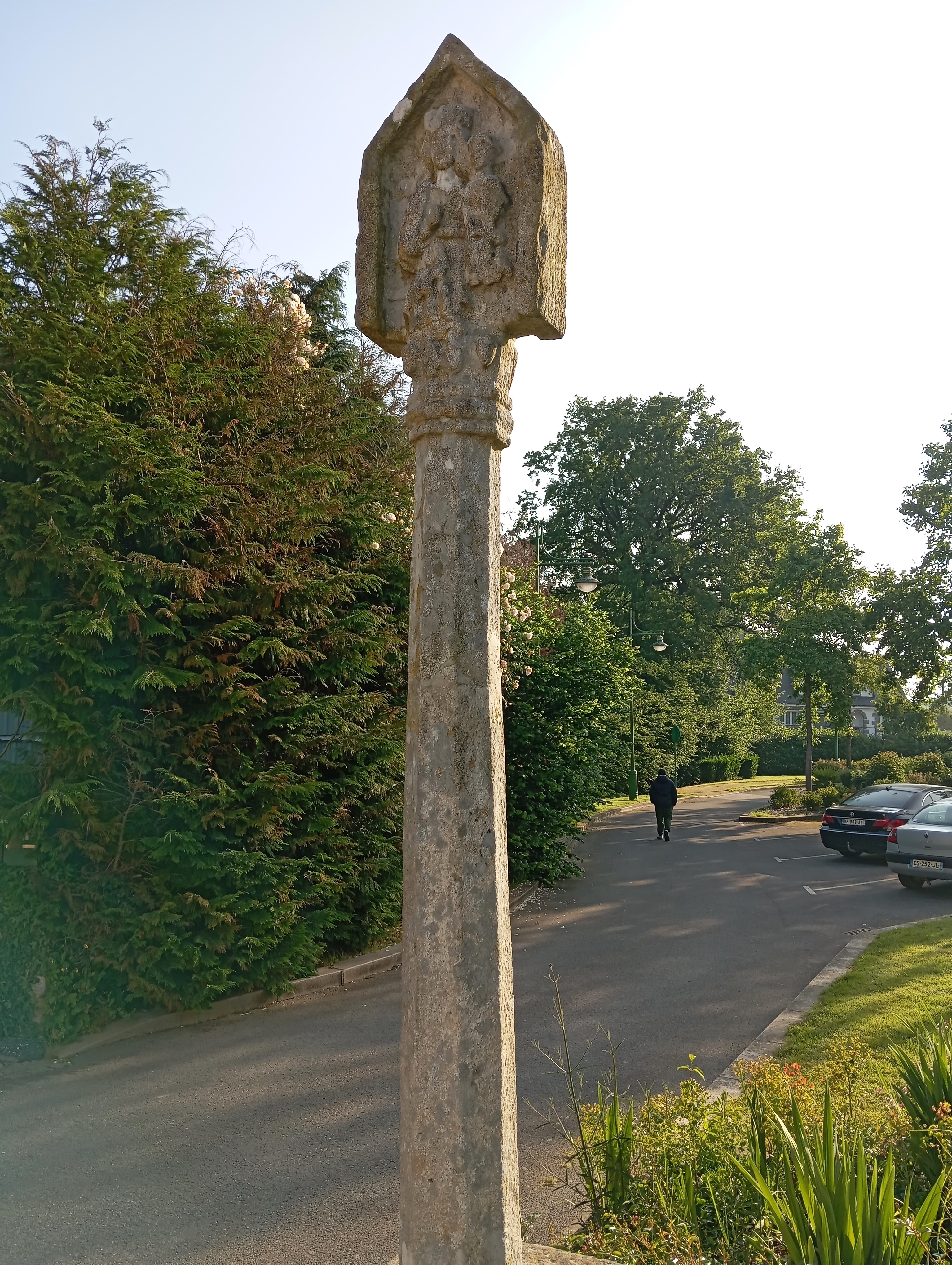
Croix proche de l'église.
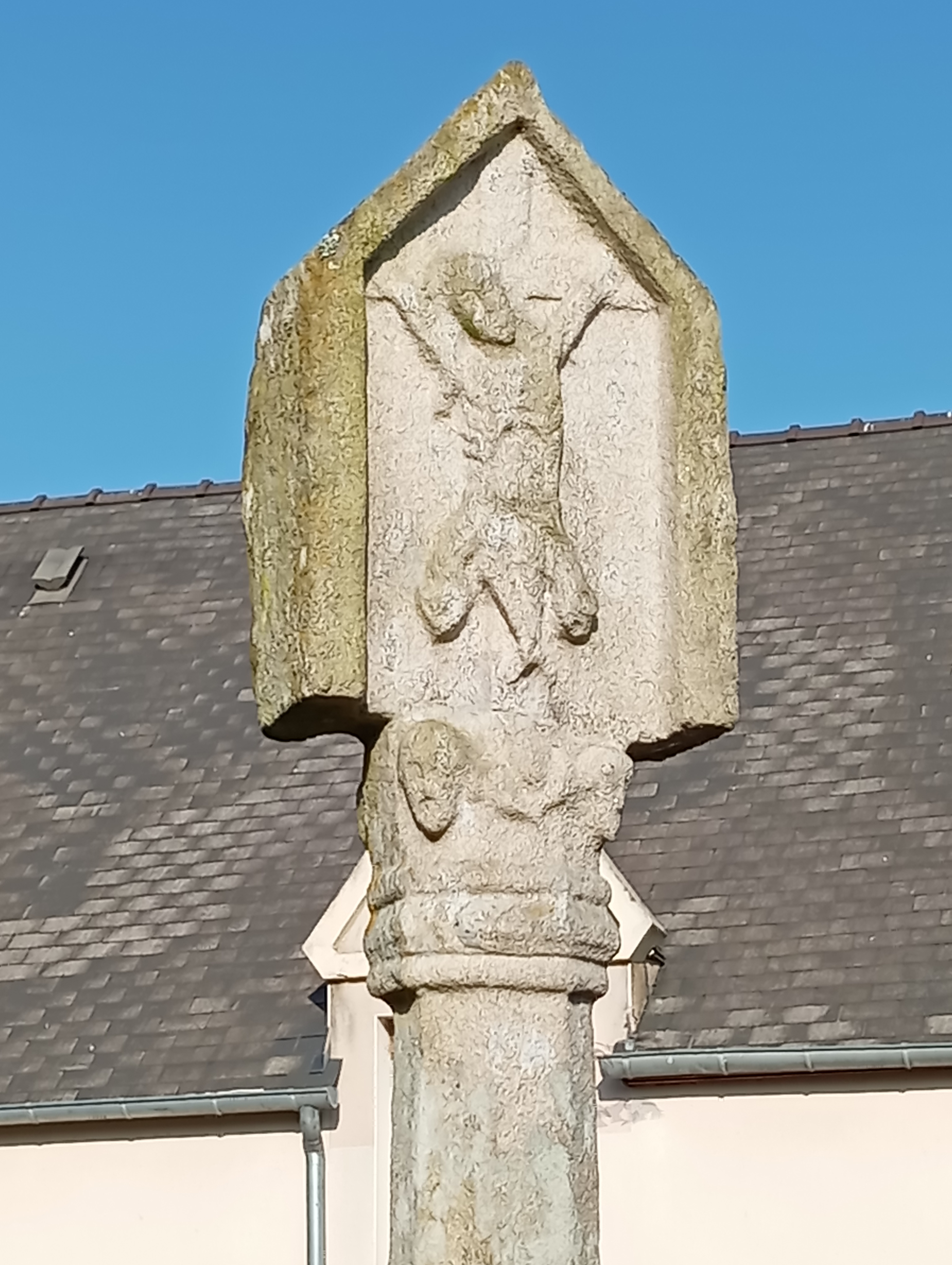
Croix proche de l'église : partie sommitale.

- Des pierres tombales de l'ancien cimetière autour de l'église ont été conservées.

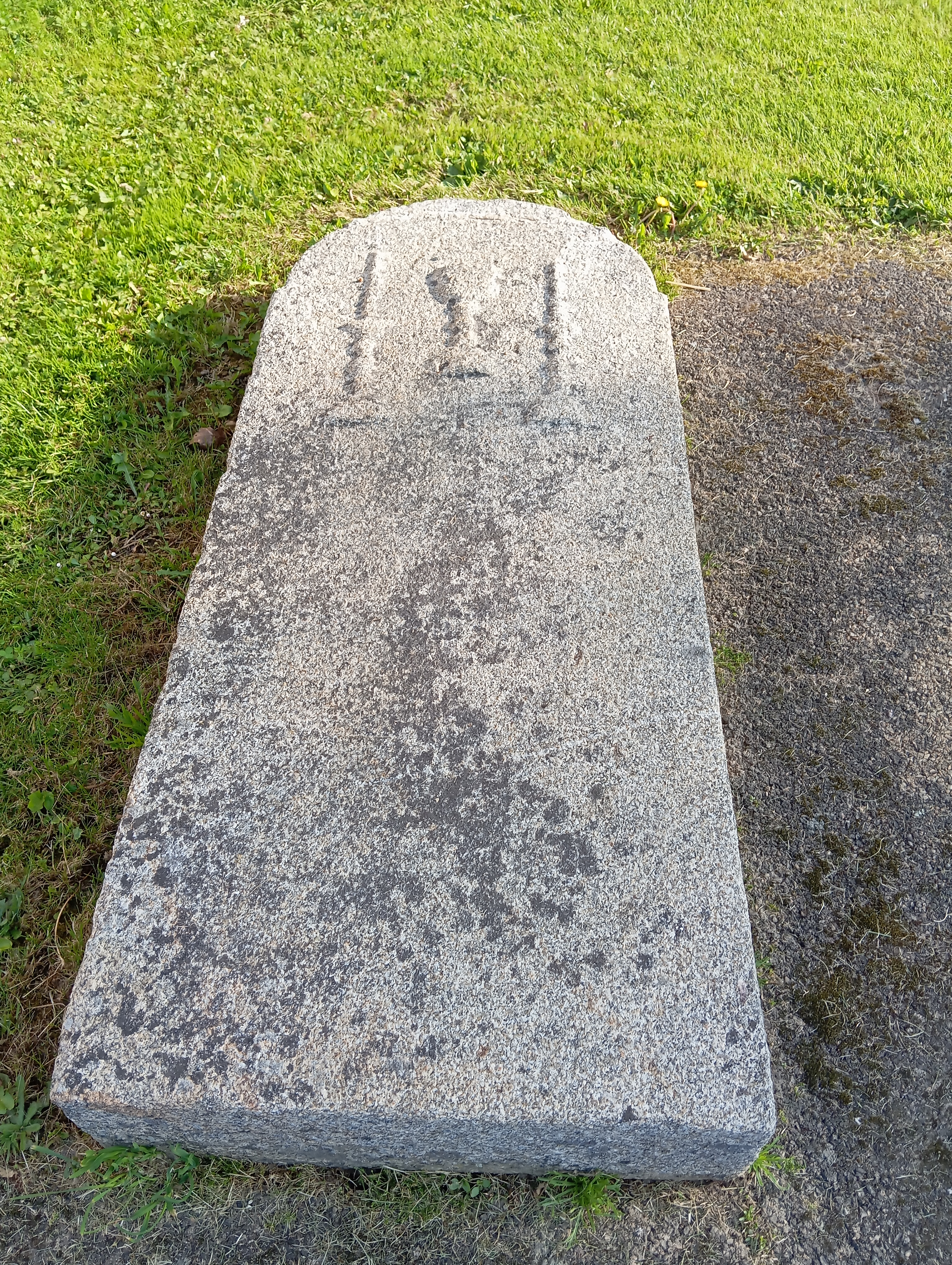
Pierre tombale de l'ancien cimertière.

- La fontaine et le lavoir du bourg.

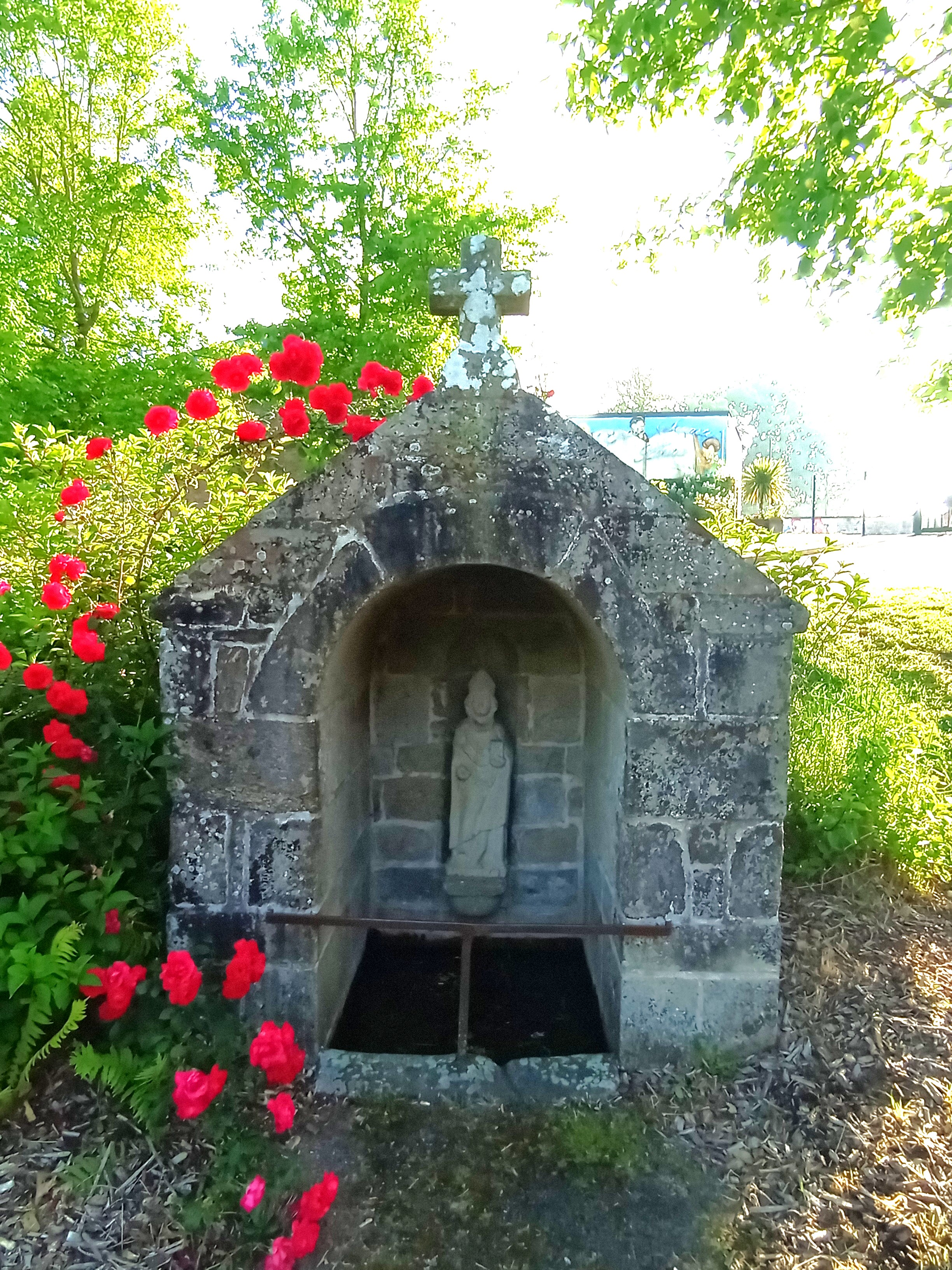
La fontaine de dévotion de Saint-Allouestre.
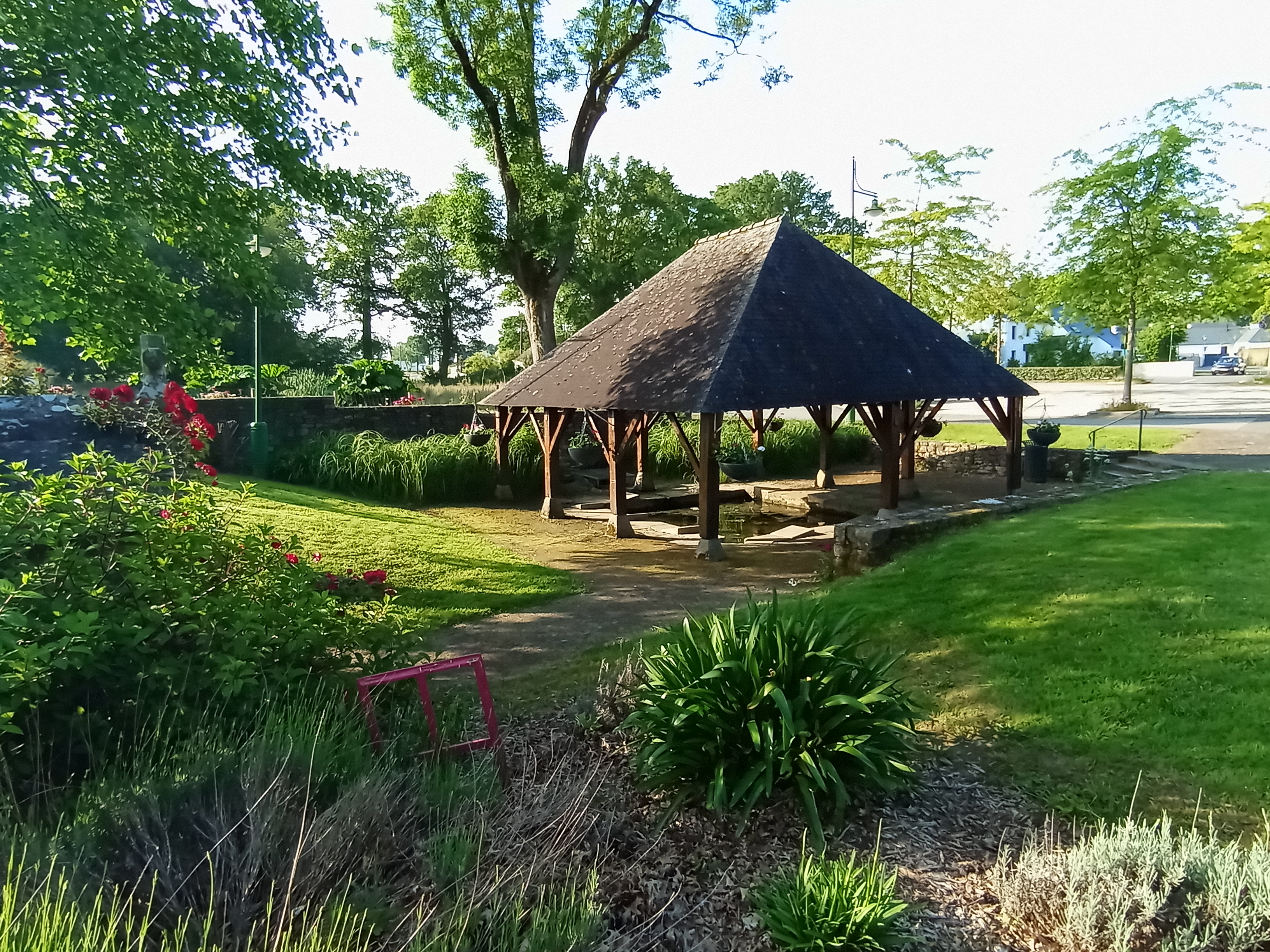
Le lavoir de Saint-Allouestre.

- Dolmen de Coët-er-Rui